# Beaux-Arts-Architektur

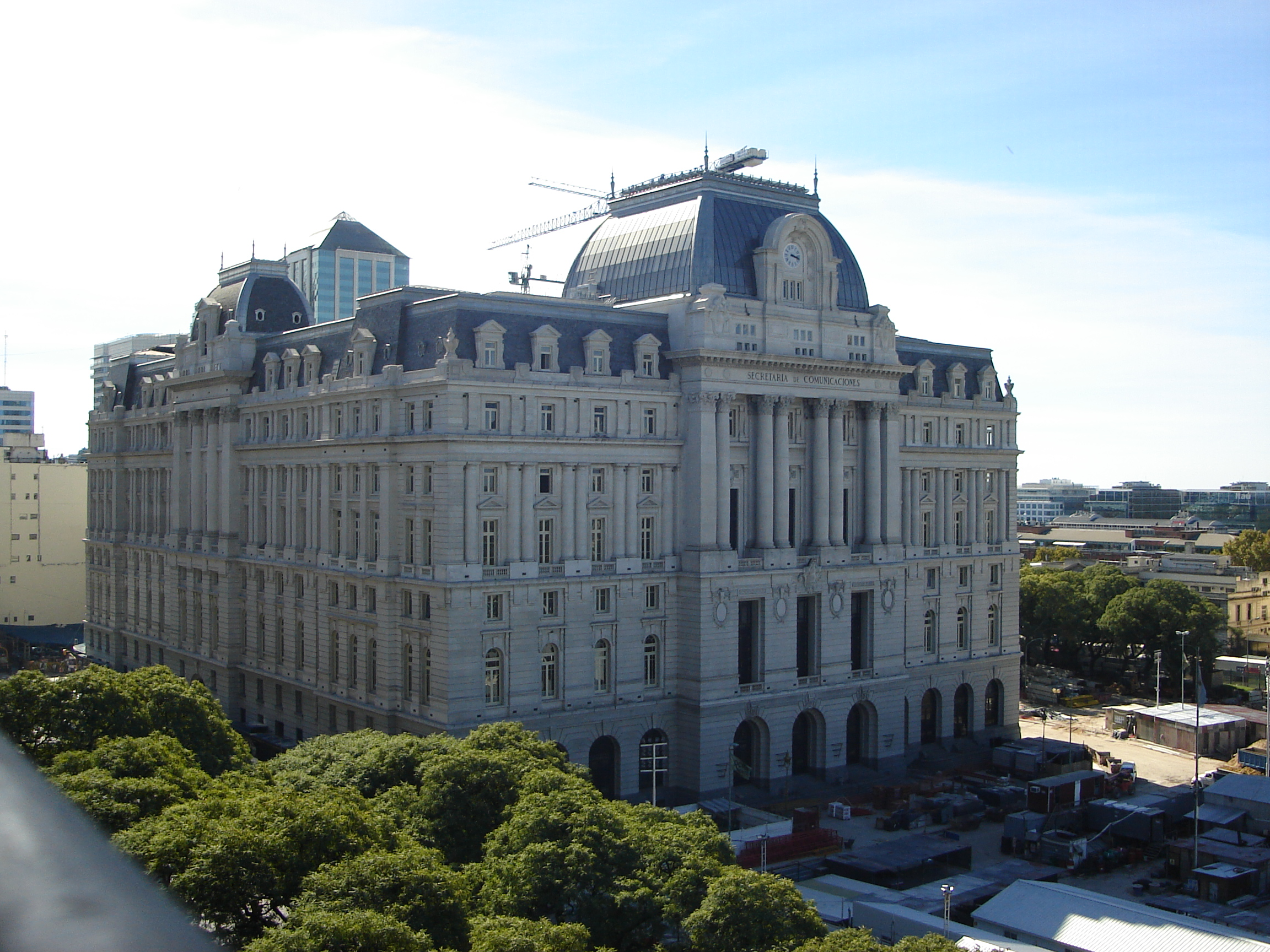
Kulturzentrum in Argentinien

Beaux-Arts-Architektur bezeichnet die Architektur des Historismus, wie sie im 19. Jahrhundert von der École des Beaux-Arts in Paris vertreten wurde. Ihre Architekten errichteten insbesondere zwischen 1850 und 1914 zahlreiche repräsentative Gebäude dieser Stilrichtung vor allem in Frankreich sowie sehr umfangreich auch in den Vereinigten Staaten, Kanada und Australien. Im deutschsprachigen Raum wurde die Beaux-Arts-Architektur besonders in Preußen aufgenommen, herausragender Vertreter war hier Ernst von Ihne (Bodemuseum).

## Geschichte

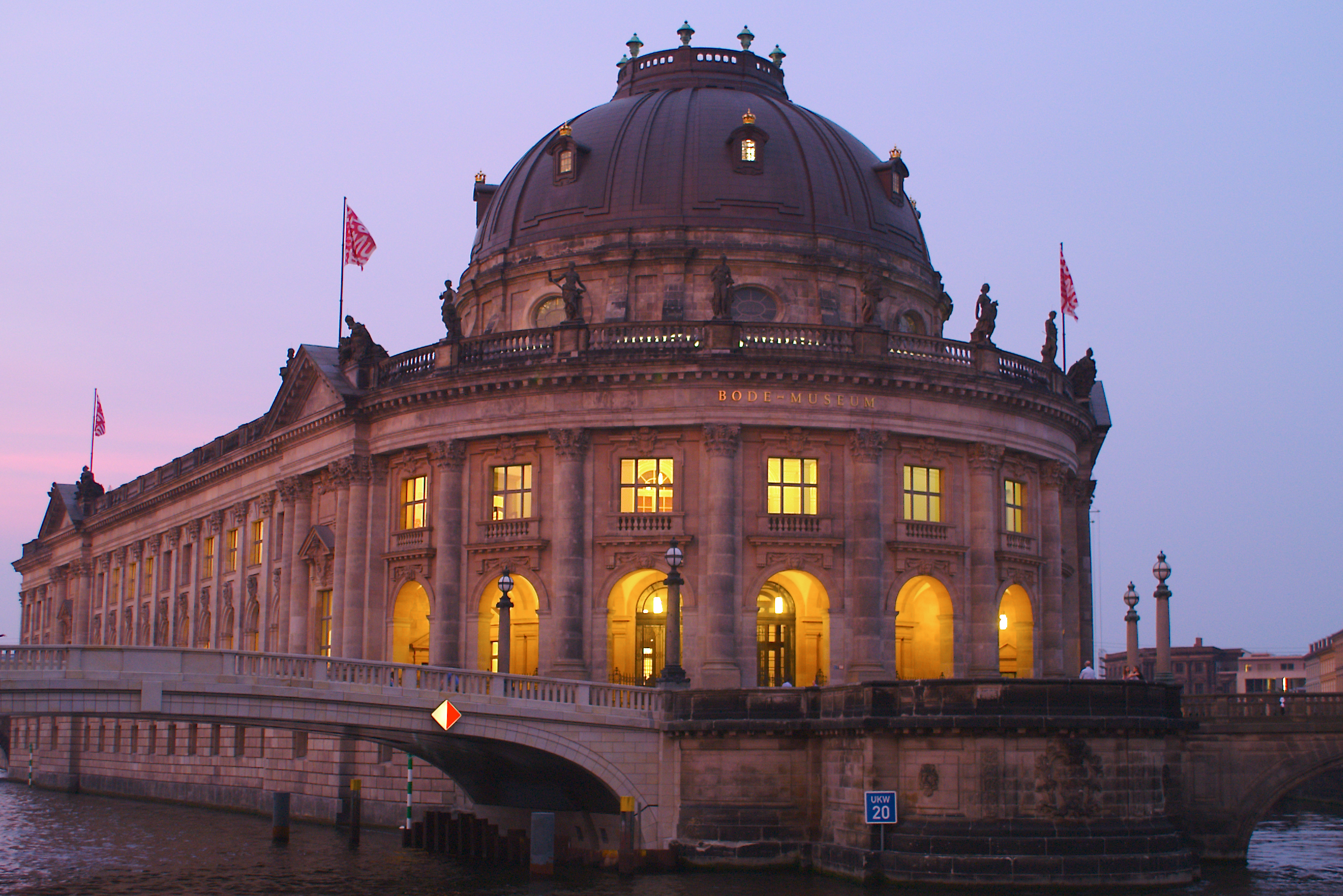
Bodemuseum in Berlin

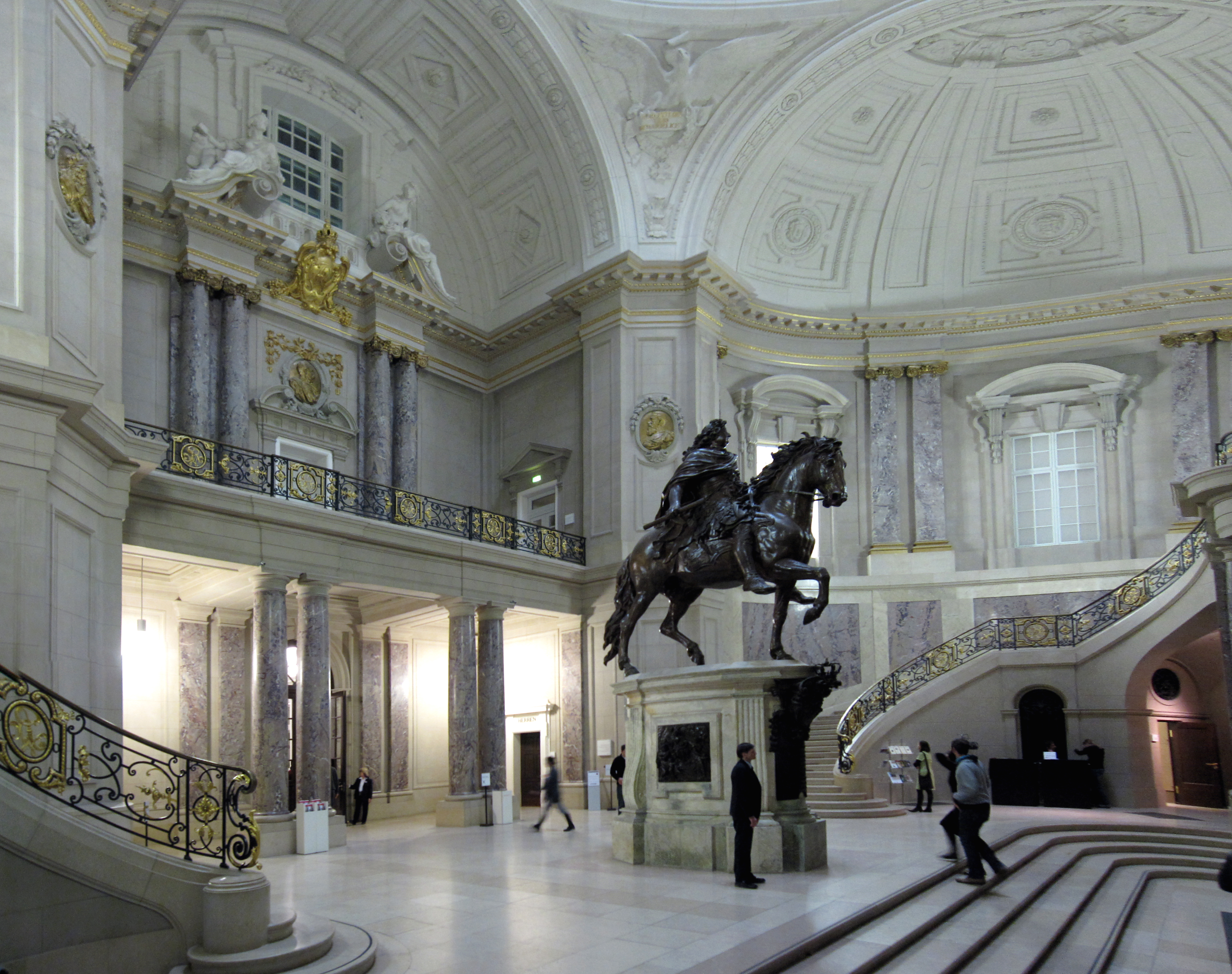
Bodemuseum Großer Kuppelsaal

Zurückgehend auf die 1671 gegründete Académie royale d’architecture war die ihr nachfolgende Architekturabteilung der École des Beaux-Arts von Beginn an eine staatliche Institution mit höchsten Ansprüchen.
Im Austausch mit der Académie de France à Rome und durch die Wettbewerbe um den Grand Prix de Rome bezog sich die Ausbildung der Architekturstudenten im Wesentlichen auf Vorbilder der Römischen Antike und der italienischen Renaissance. Später besann man sich außerdem der eigenen Renaissance sowie des barocken Erbes.
Im Zweiten Kaiserreich noch eher klassisch ausgerichtet und mit sehr großem Einfluss auf das Stadtbild von Paris im Zuge der Planungen Haussmanns, wandelte sich der Stil in der Belle Époque zu einem Eklektizismus mit neobarocker Prägung.
Völlig vernachlässigt wurden die mittelalterlichen Baustile der Romanik und Gotik und auch die Revolutionsarchitektur wurde nicht weiter verfolgt, während moderne Eisenkonstruktionen schon früh und immer stark formalisiert ganz selbstverständlich zum Einsatz kamen (z. B. Gare d’Orsay, Grand Palais).
Die große Staatsnähe der École, der hohe Leistungsstand der akademischen Arbeit und die besondere Kompetenz in Belangen der Ästhetik führten sehr häufig zu Aufträgen für bedeutende öffentliche Bauprojekte an Architekten der Beaux-Arts-Schule. Sie wurde damit nicht nur prägend für den französischen Historismus im Allgemeinen wie z. B. auch den Villen- und Geschäftshausbau, sondern weit über die Grenzen Frankreichs hinaus berühmt für die handwerkliche und formale Qualität ihrer Gebäude.
In den Vereinigten Staaten wurde sie darüber hinaus durch die World’s Columbian Exposition 1893 in Chicago, deren Ausstellungshallen alle im Beaux-Arts-Stil errichtet worden waren, so beliebt, dass zahlreiche Architekturfakultäten ihre Ausbildung an dem Vorbild der Ecole orientierten und noch 1916 in New York das Beaux-Arts Institute of Design gegründet wurde.
Dieser Ruhm trug sicher dazu bei, dass die École nahezu unbeirrt bis 1968 an ihrer traditionsbezogenen und retrospektiven Architekturauffassung festhielt, obwohl der Historismus weltweit seit den 1920er Jahren längst von der Klassischen Moderne abgelöst worden war.

## Beaux-Arts-Stil
Die Beaux-Arts-Architektur im weiteren Sinne bezeichnet den Historismus der Absolventen und Epigonen der École des Beaux-Arts. Sie reicht von starken Bezügen zur italienischen Renaissance (z. B. Bibliothek Sainte-Geneviève) über neobarocke Prachtbauten (z. B. Opera Garnier) zu neoklassizistischen Bauwerken vor allem in den Vereinigten Staaten
(z. B.  Rathaus San Francisco), später auch in Frankreich (z. B. Palais de Chaillot).
Im engeren und eigentlichen Sinne versteht man unter Beaux-Arts-Architektur den Stil der großen öffentlichen Gebäude dieser Schule in der Belle Époque in Frankreich. Es handelt sich hier um Theater, Museen, Rathäuser usw., aber auch Bahnhöfe und Ausstellungshallen.
Ihnen allen gemeinsam ist die stilistische Herkunft aus der Renaissance (Fontainebleau, Chambord) und dem klassizistischen Barock (Vaux-le-Vicomte, Versailles), wie sie sich insbesondere im französischen Schlossbau der Neuzeit entwickelt hatten.
Die Beaux-Arts-Gebäude waren ihren „bürgerlichen“ Funktionen entsprechend konditioniert, hielten aber innen wie außen an der aristokratischen Prachtentfaltung fest und steigerten diese noch in barocker Manier. Die Betonung von Form und Effekt sowie eine leichte Überdimensionierung in den Proportionen und die reiche und erstklassige Ausführung zielten auf das Prestige ab und waren entsprechend wirkmächtig.

## Bildergalerie

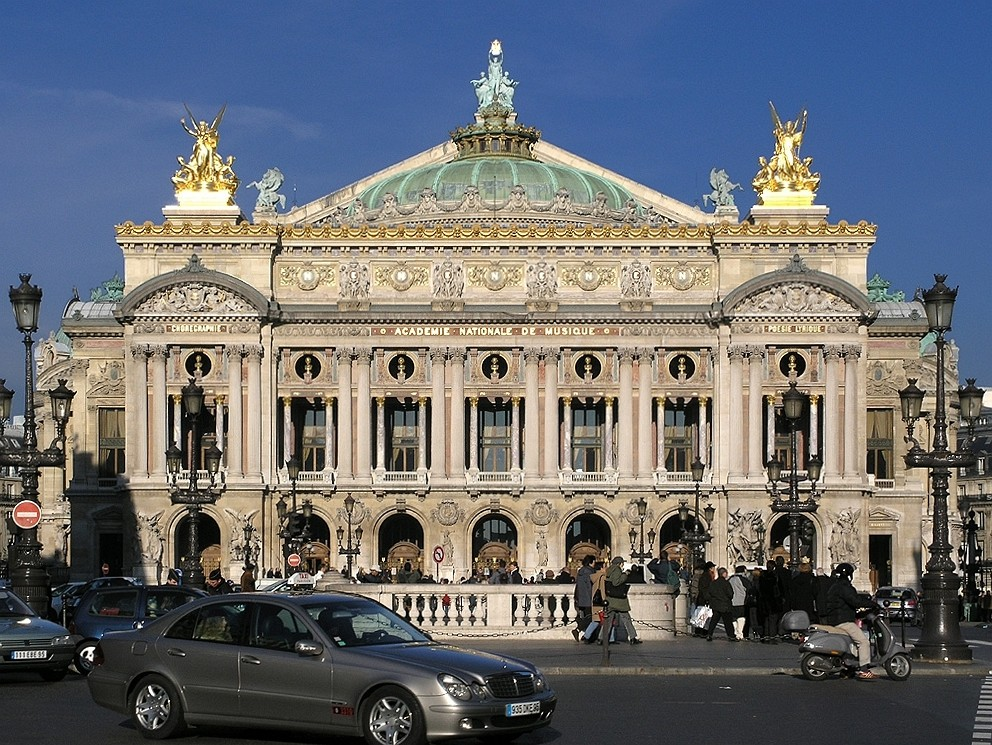
Opera Garnier in Paris
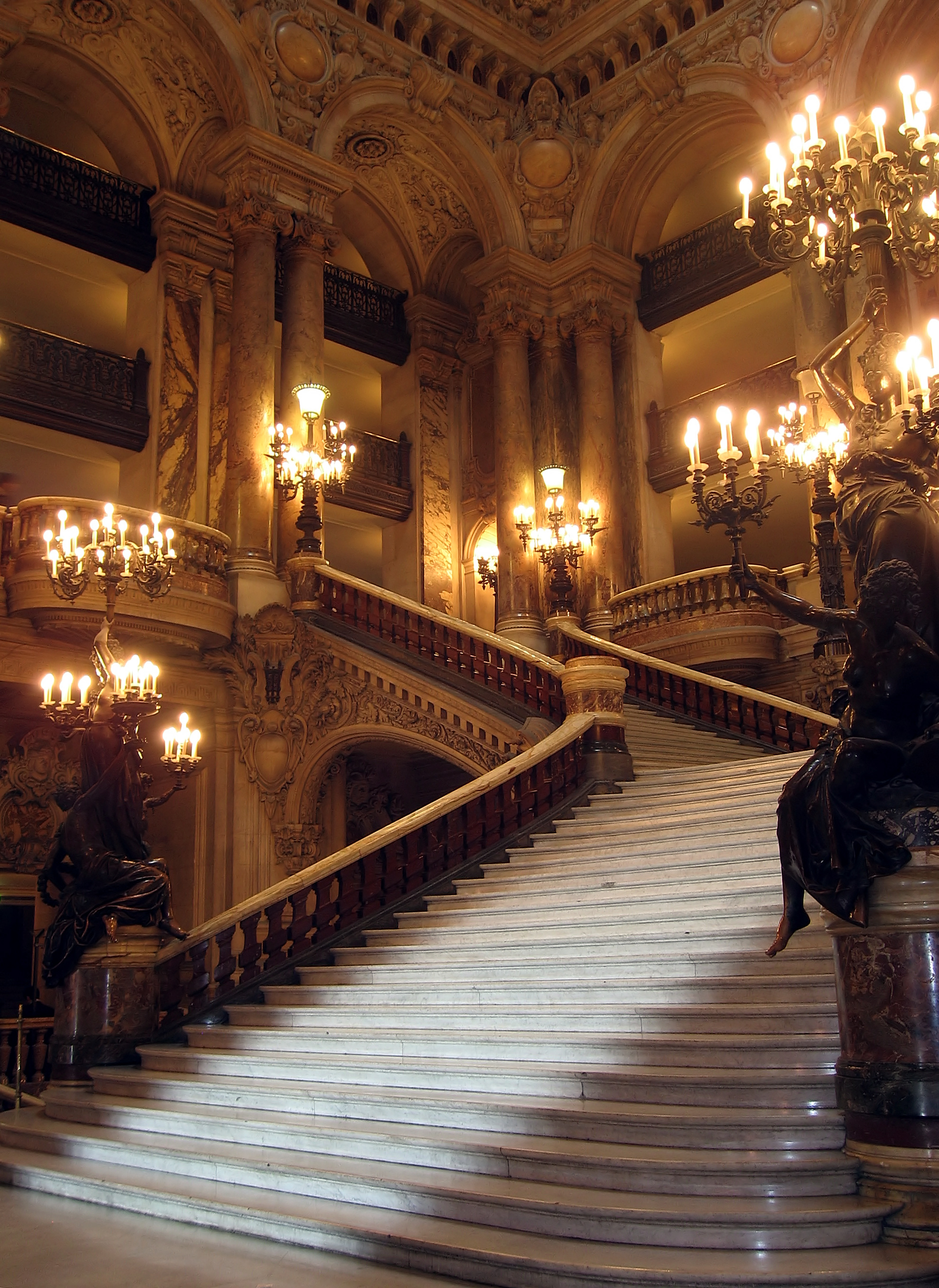
Opera Garnier Große Treppe
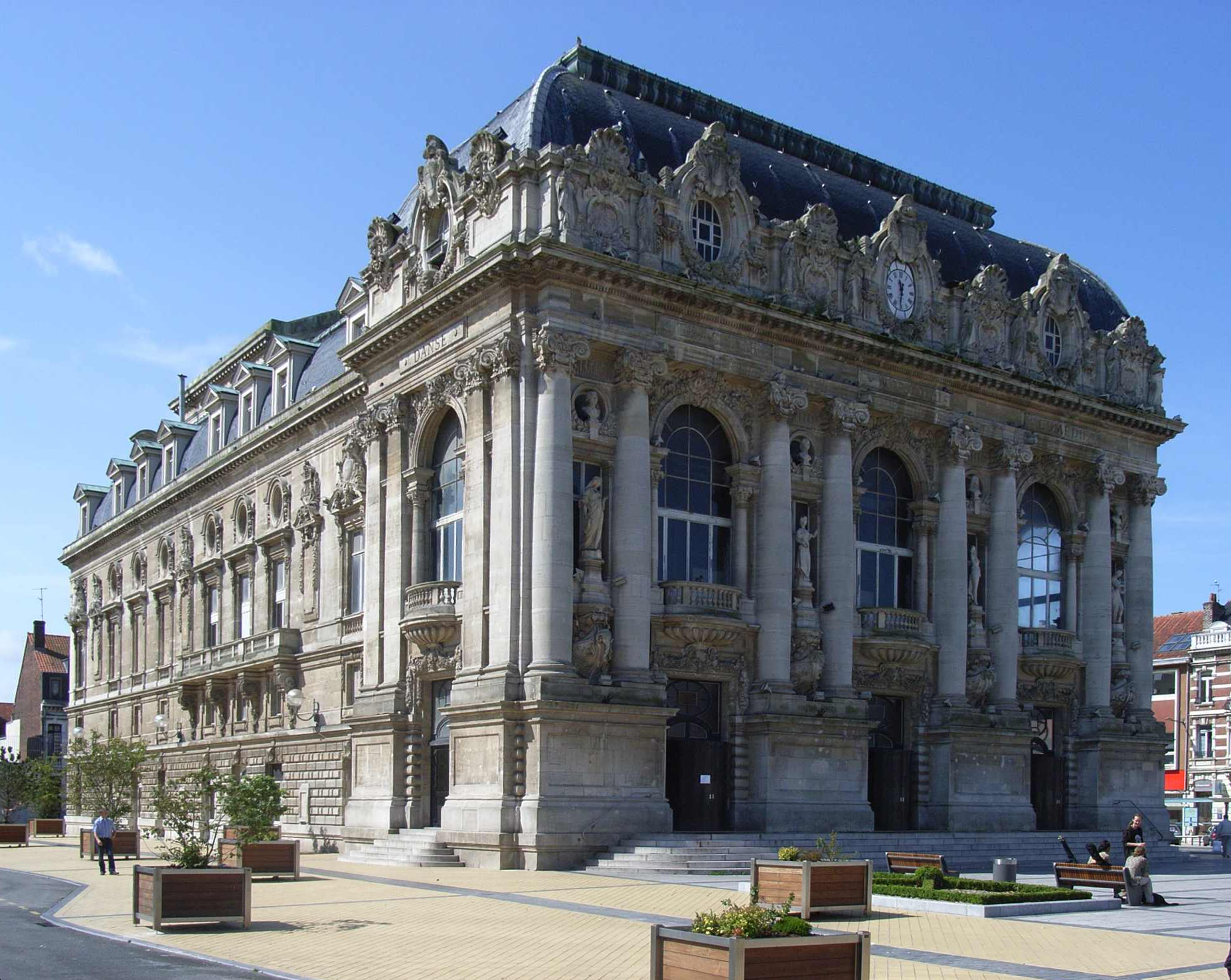
Opernhaus und Theater von Calais
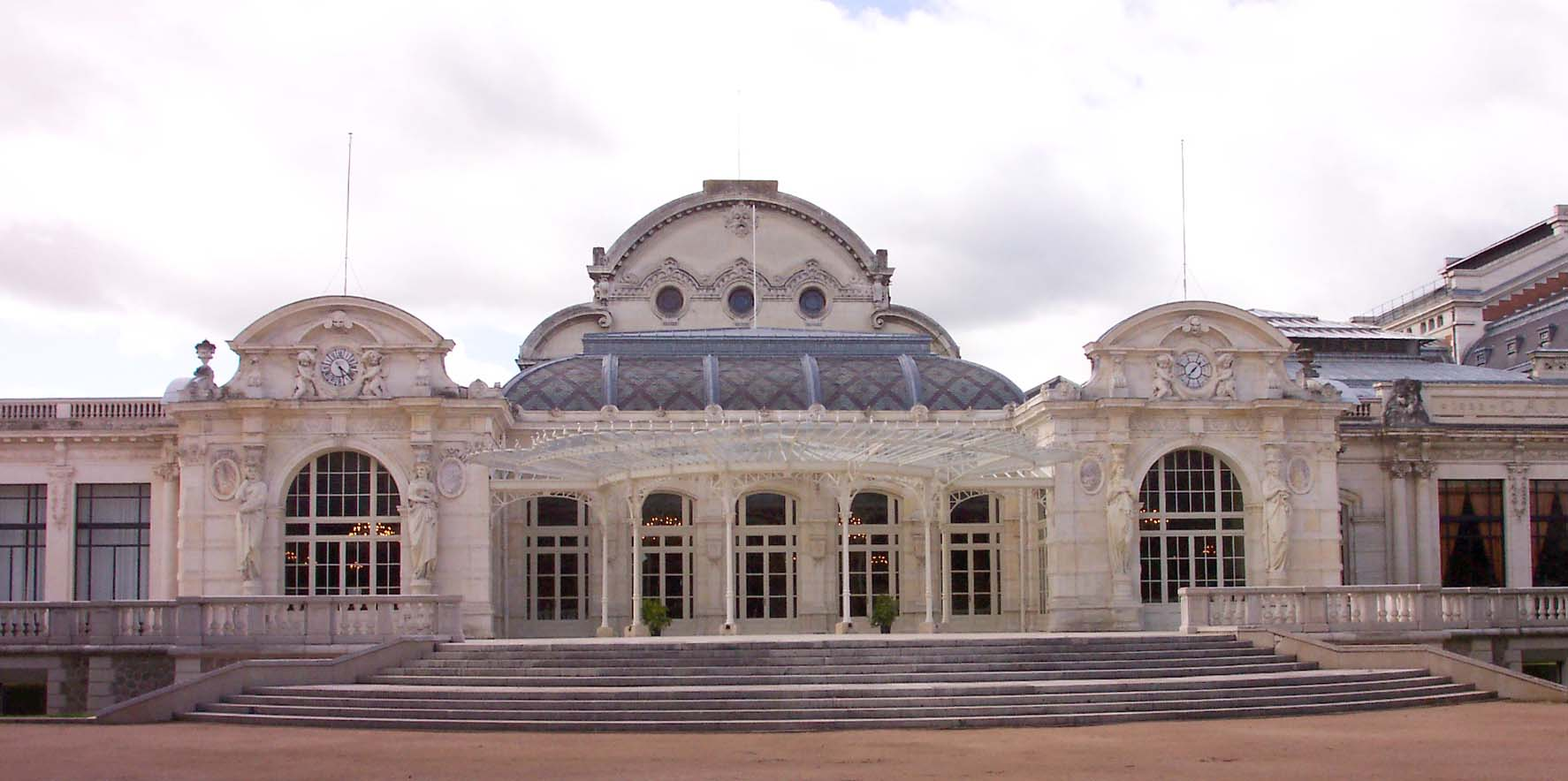
Kongresspalast und Opernhaus von Vichy
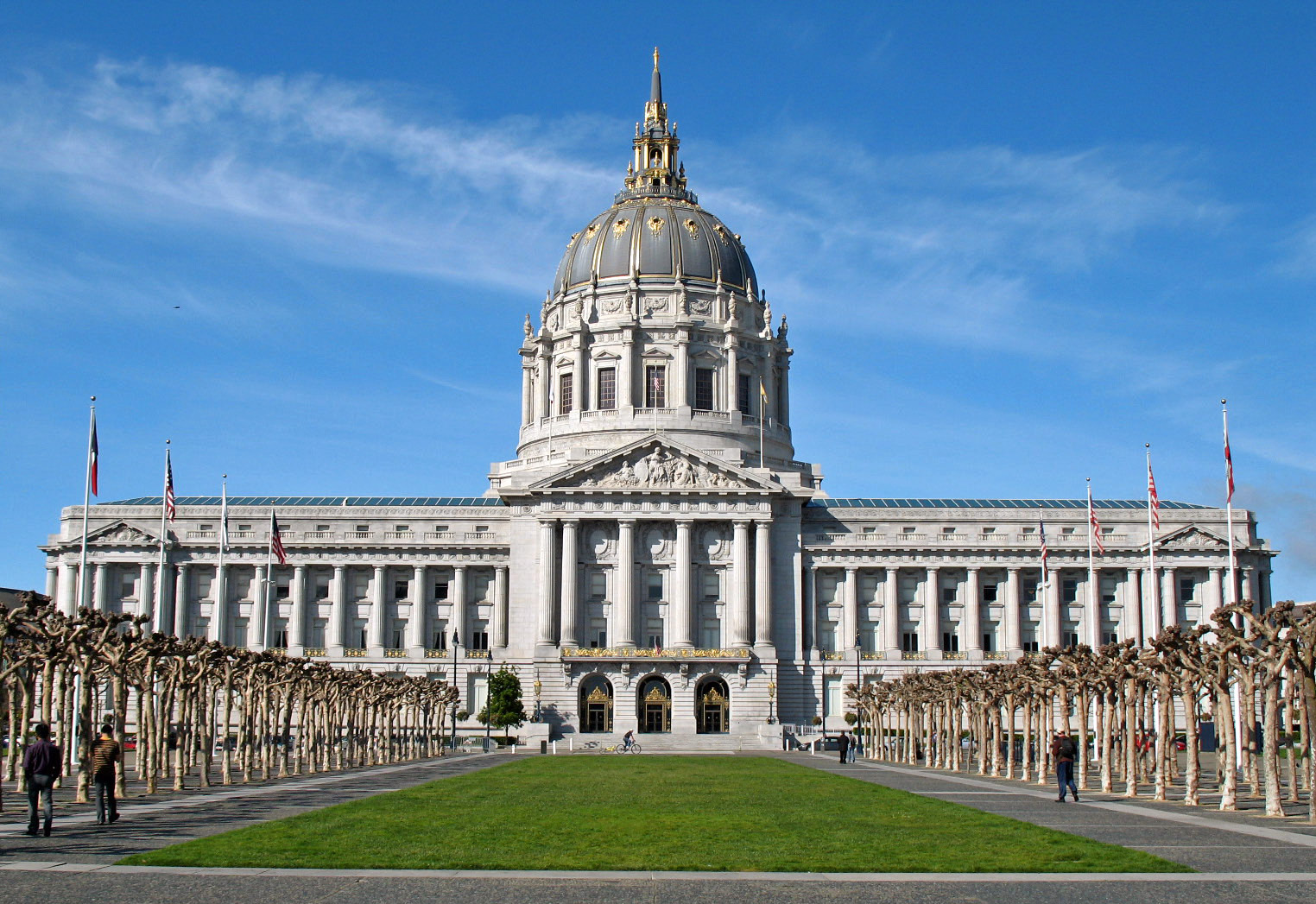
Rathaus San Francisco
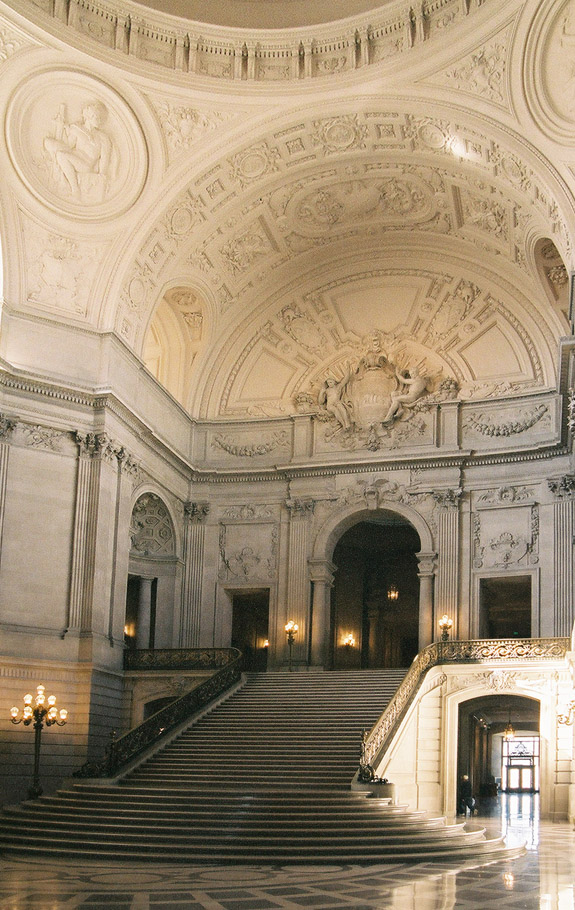
Rathaus San Francisco Eingangshalle
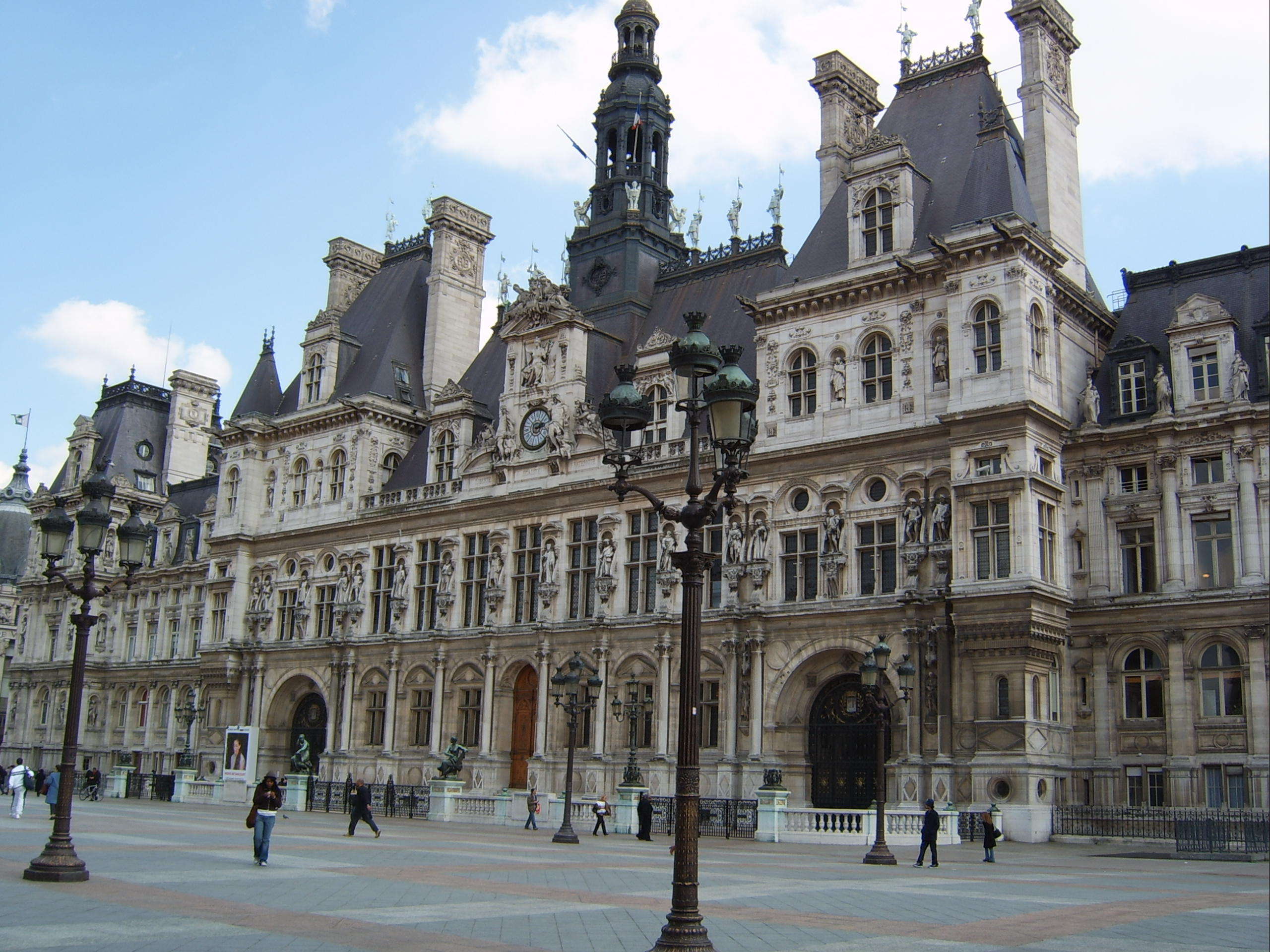
Rathaus von Paris
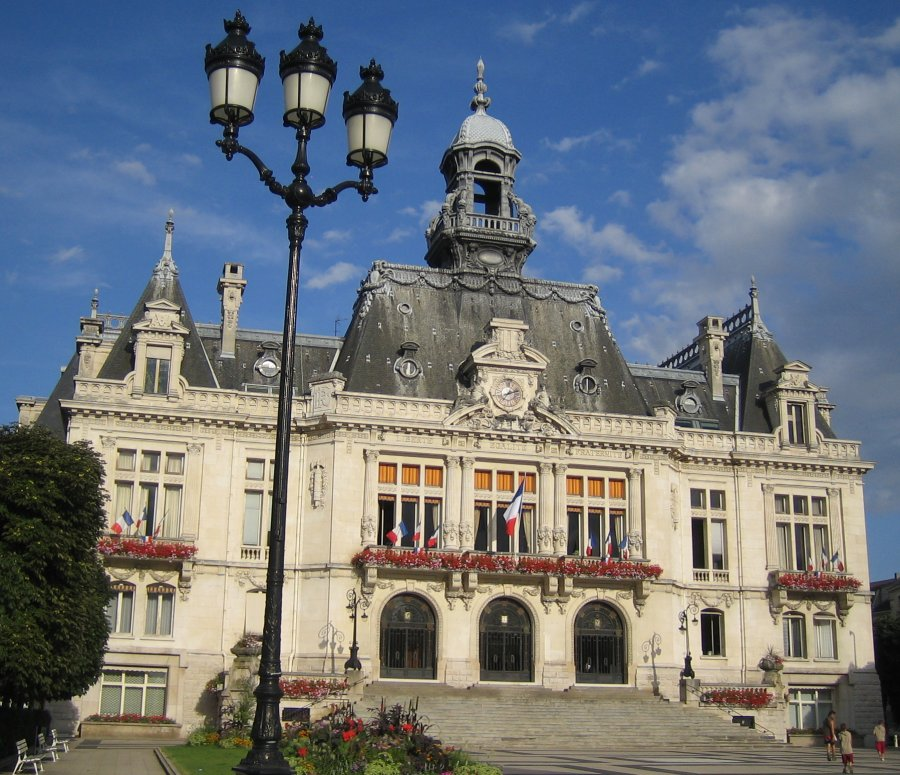
Rathaus von Vichy
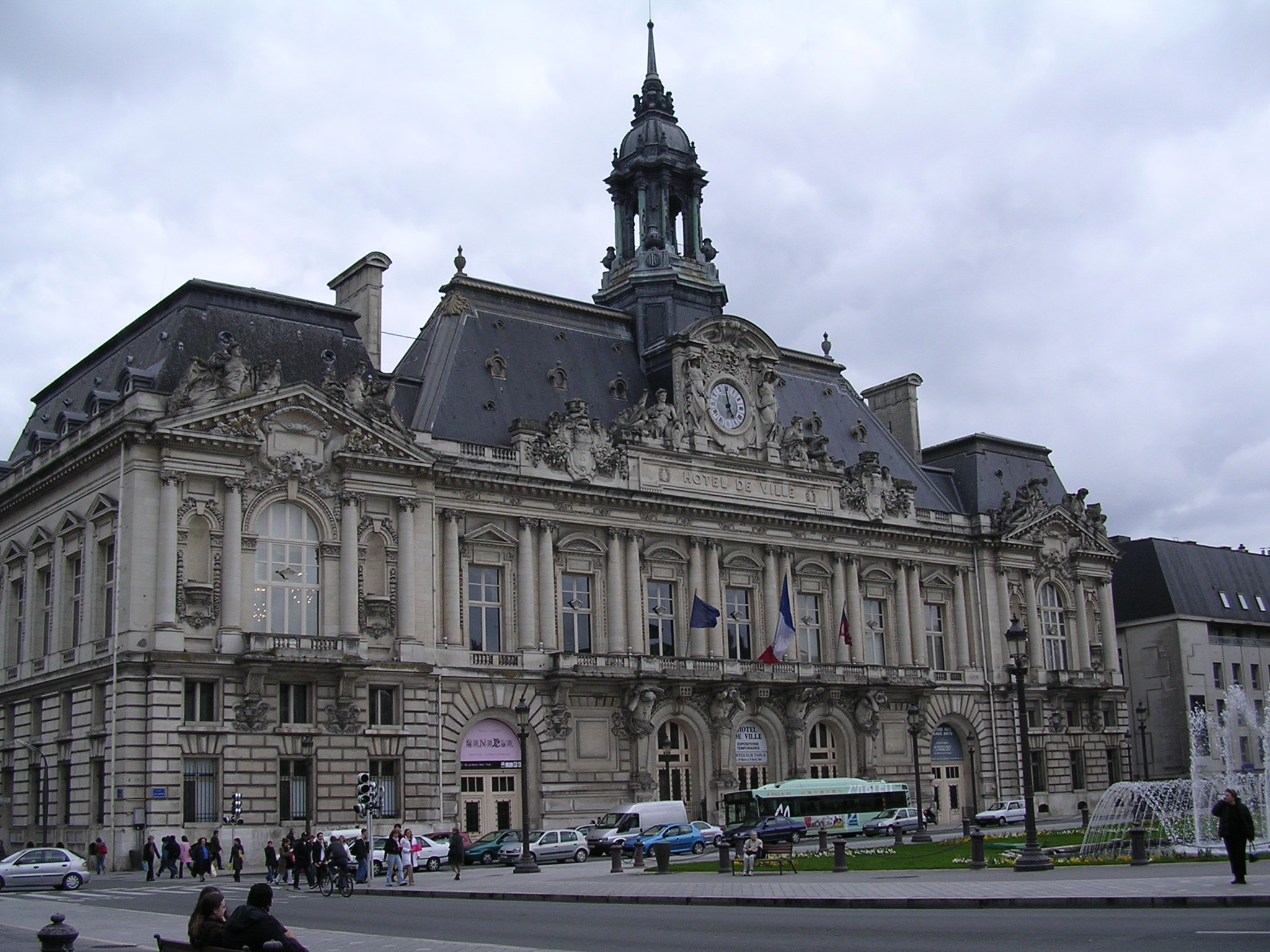
Rathaus von Tours
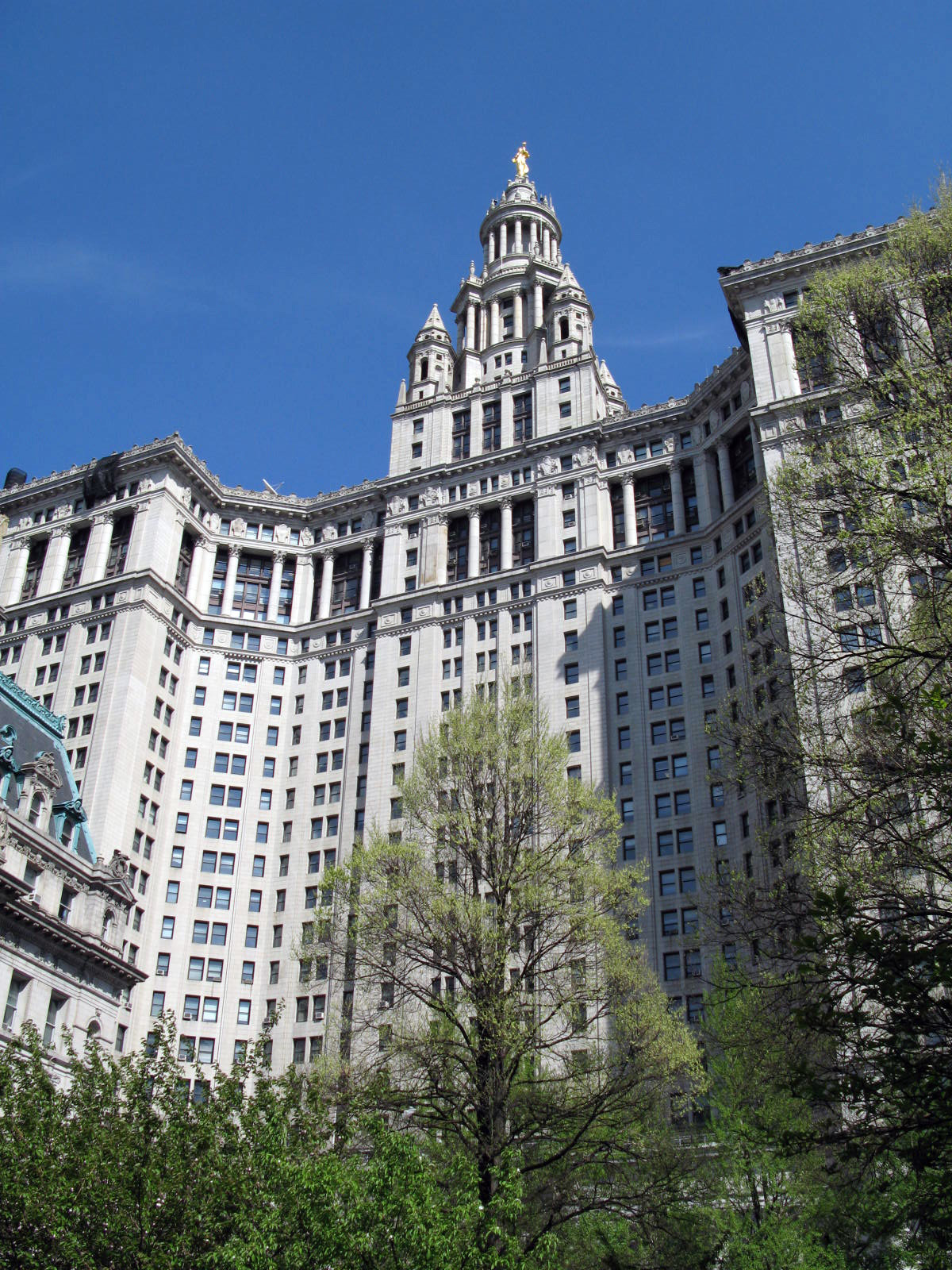
Municipal Building (New York)
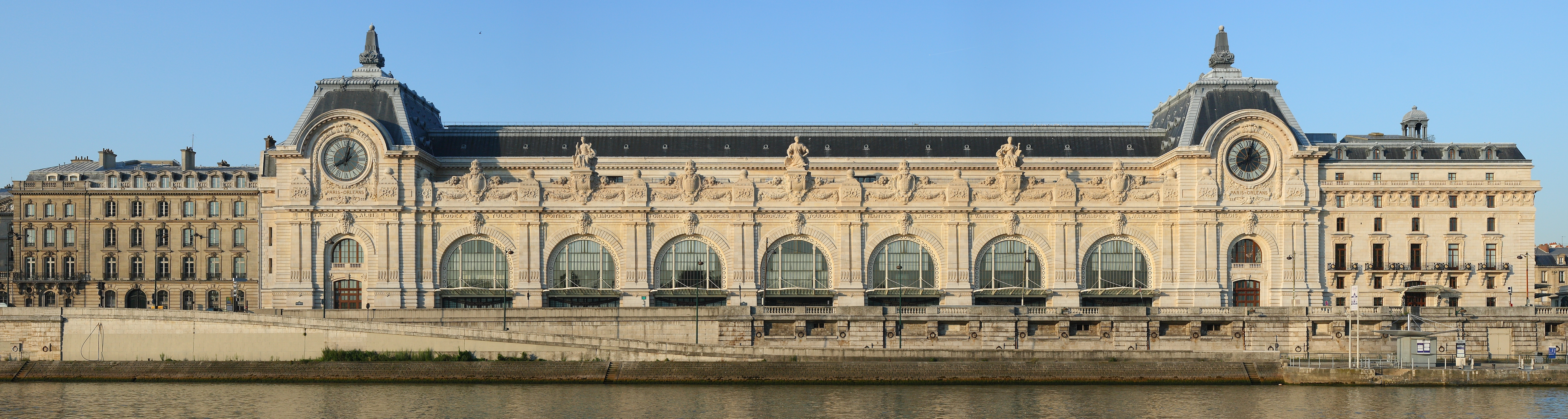
Gare d’Orsay Paris
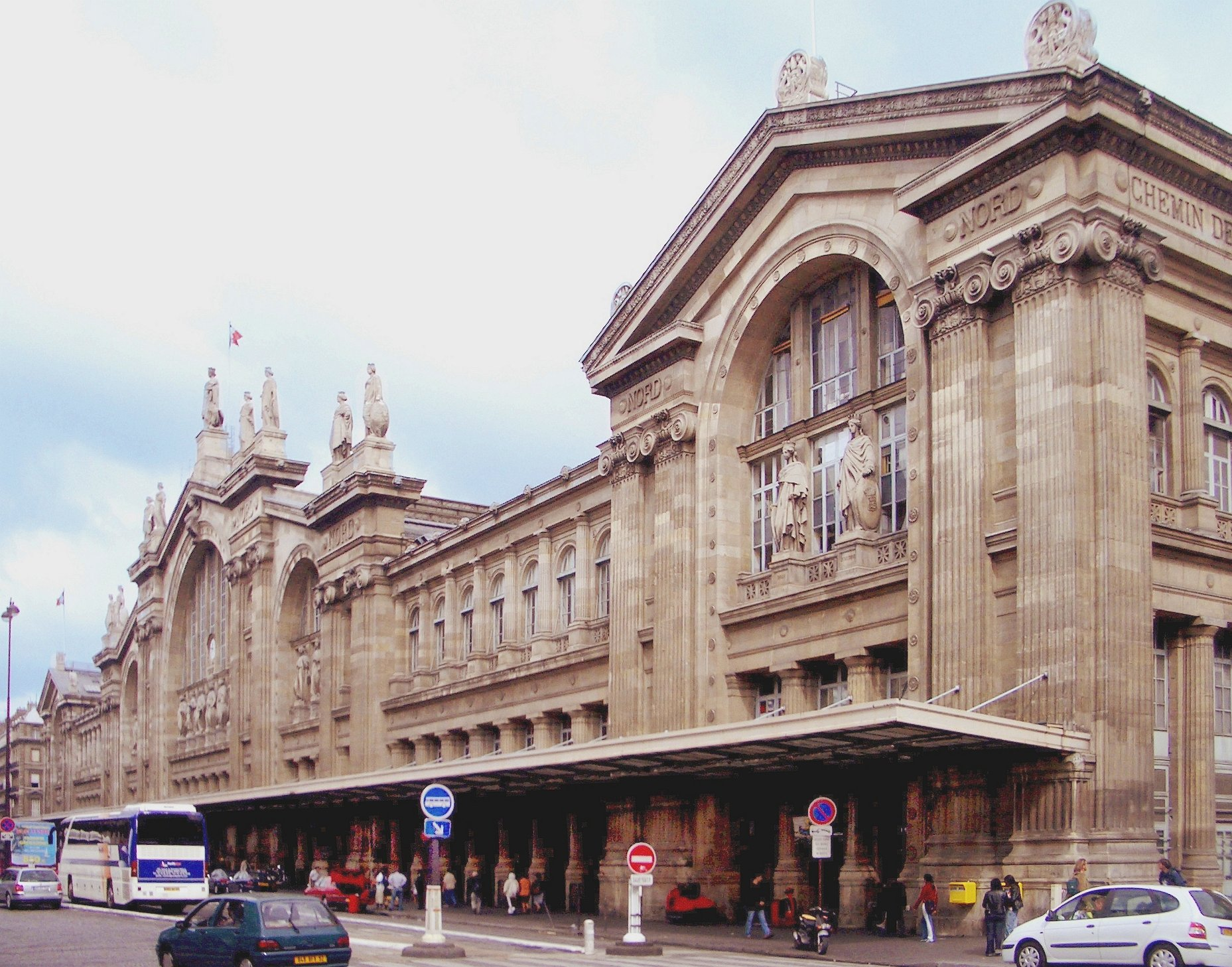
Gare du Nord (Paris)
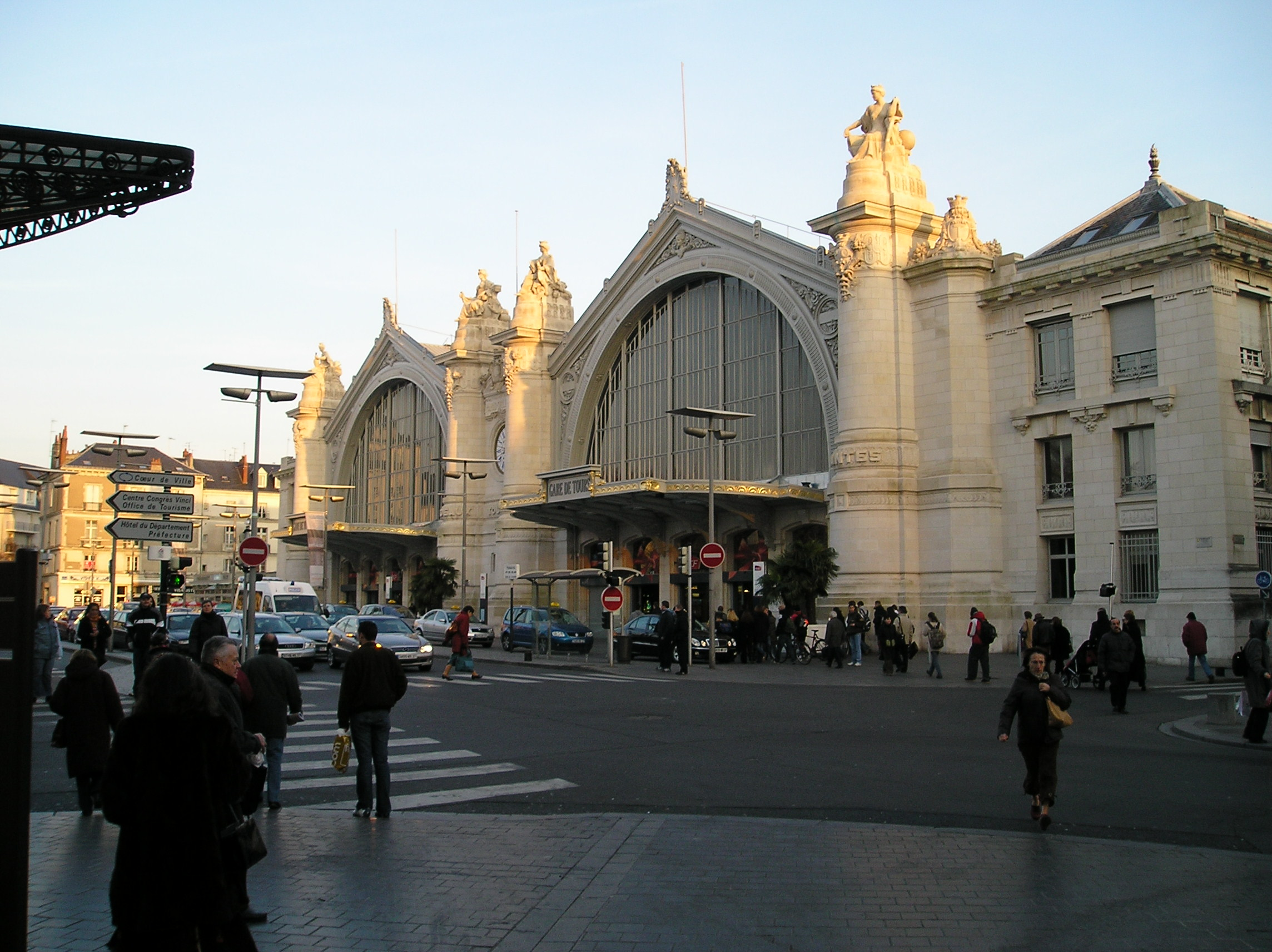
Bahnhof von Tours
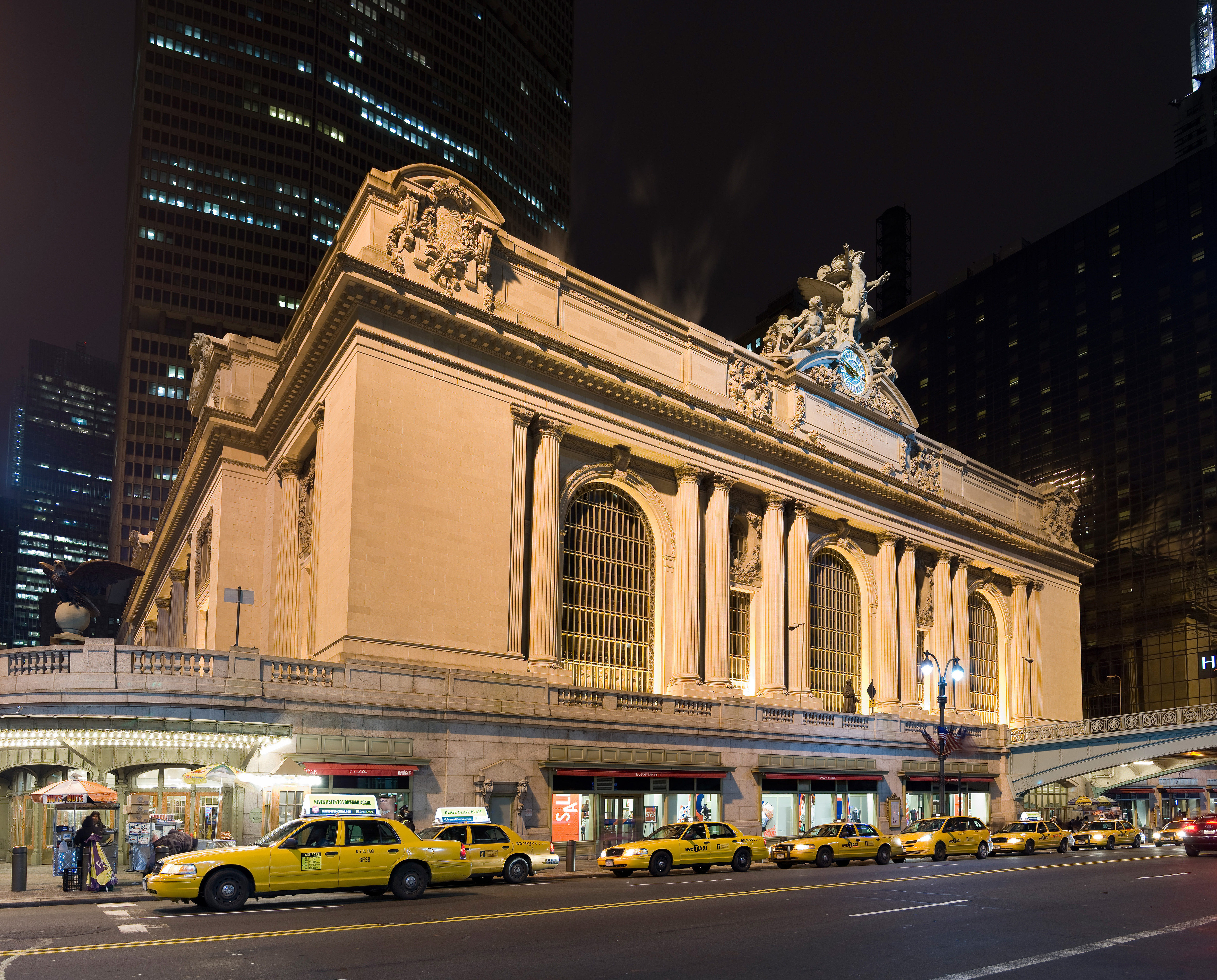
Grand Central Station New York
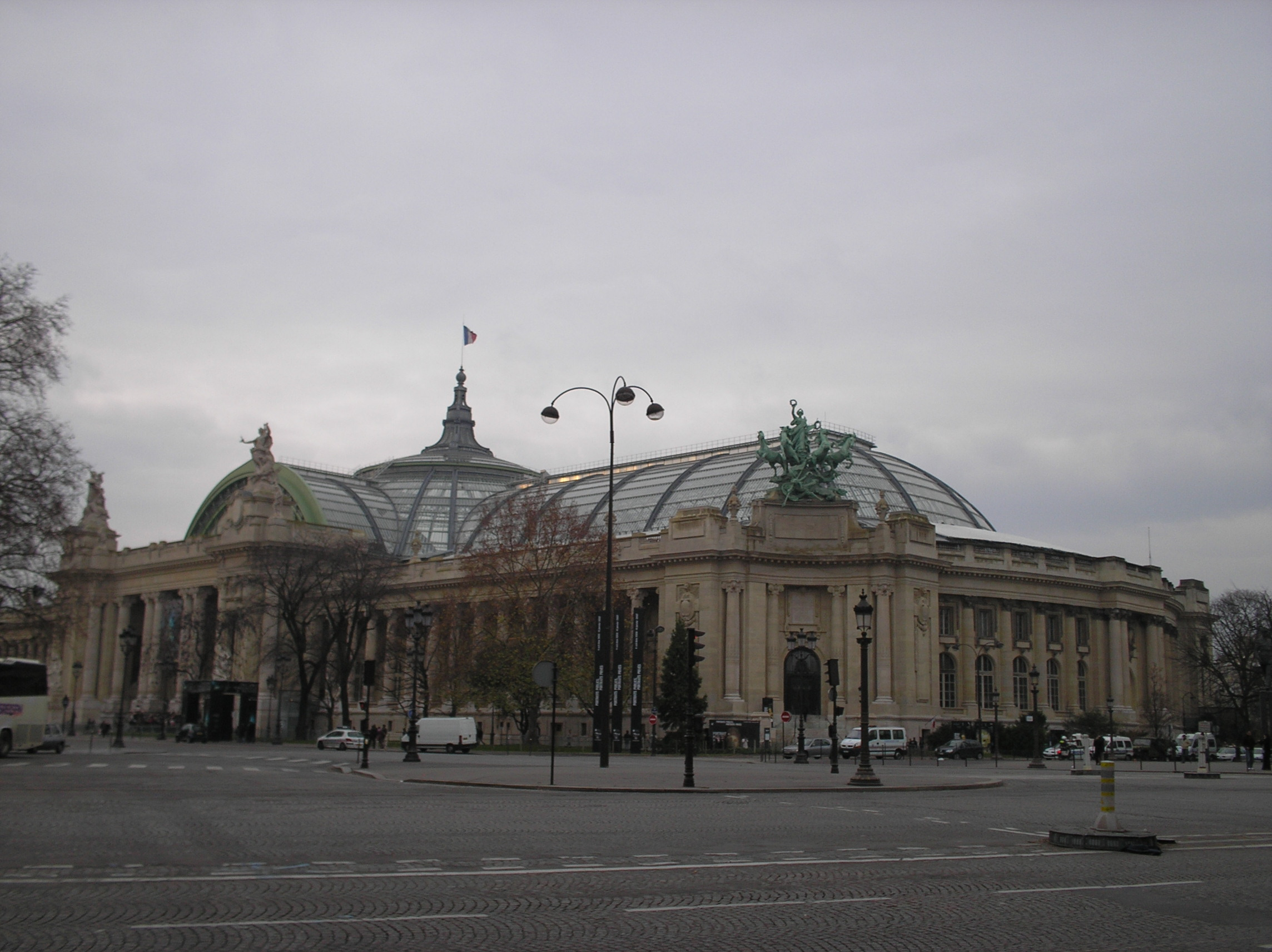
Grand Palais in Paris
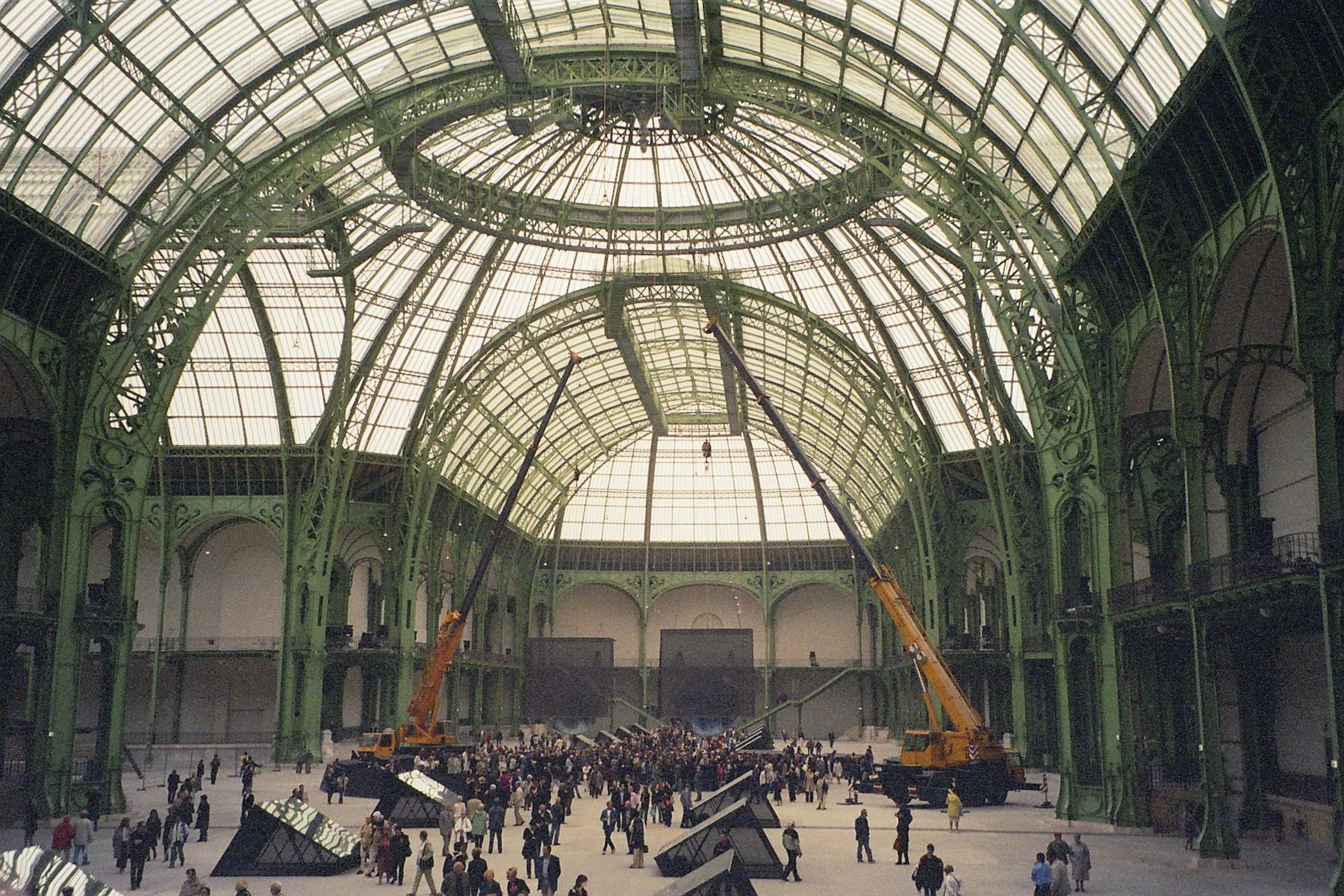
Grand Palais-Ausstellungshalle
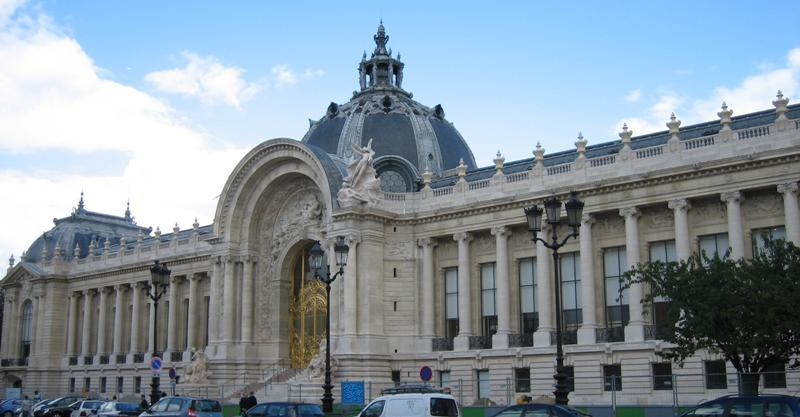
Petit Palais in Paris
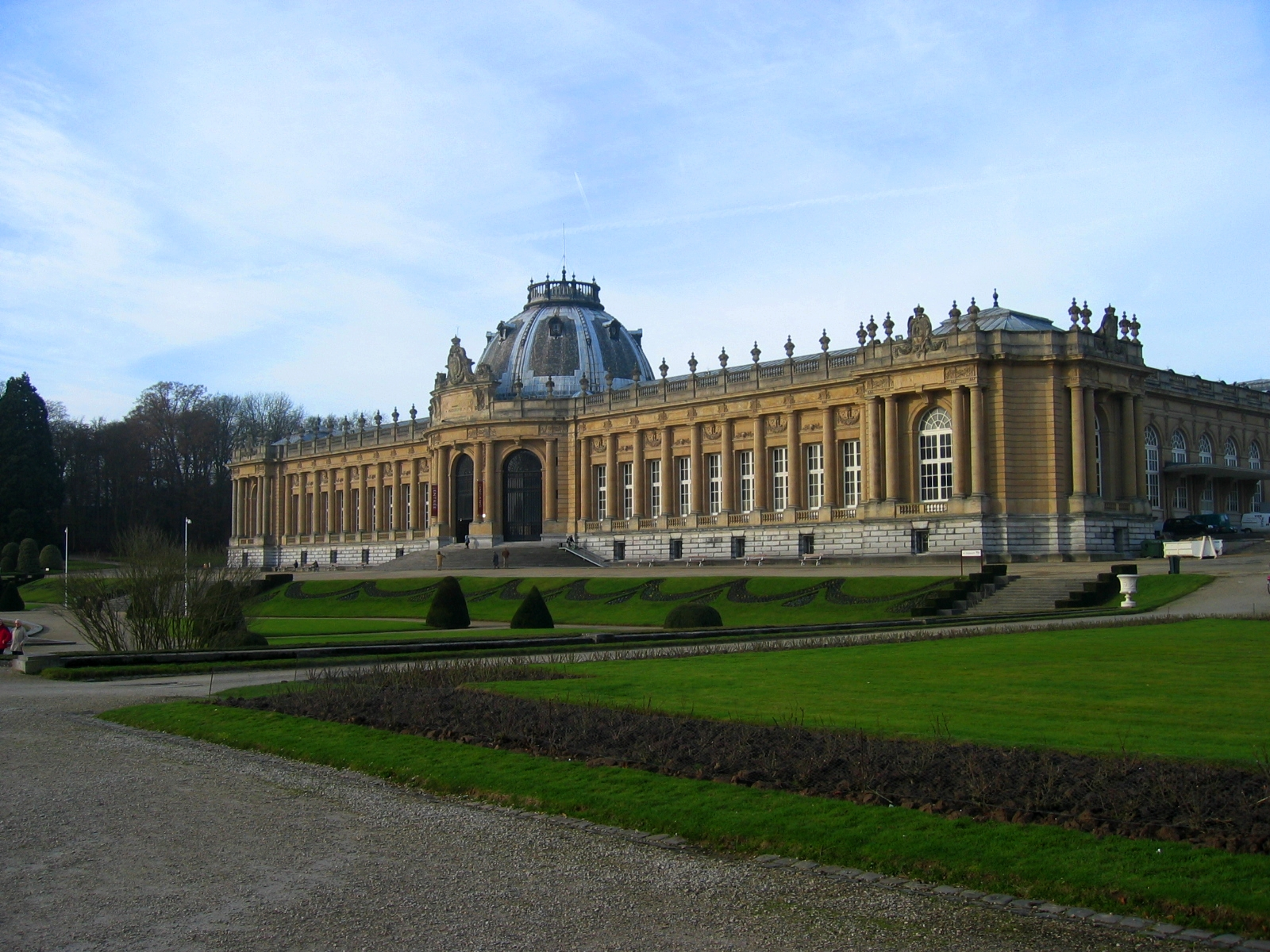
Koninklijk Museum voor Midden-Afrika in Tervuren
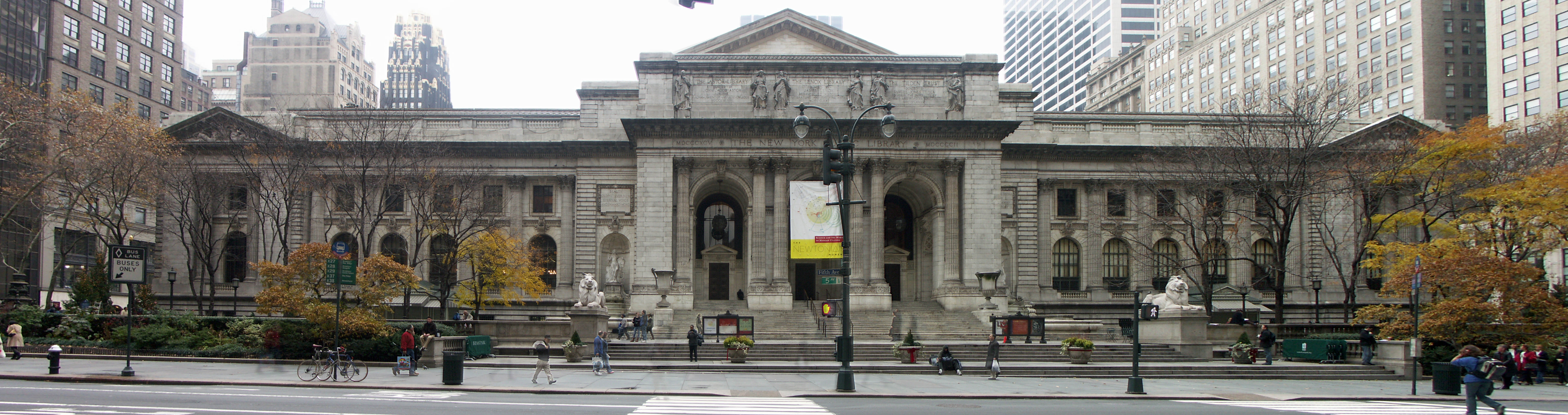
New York Public Library
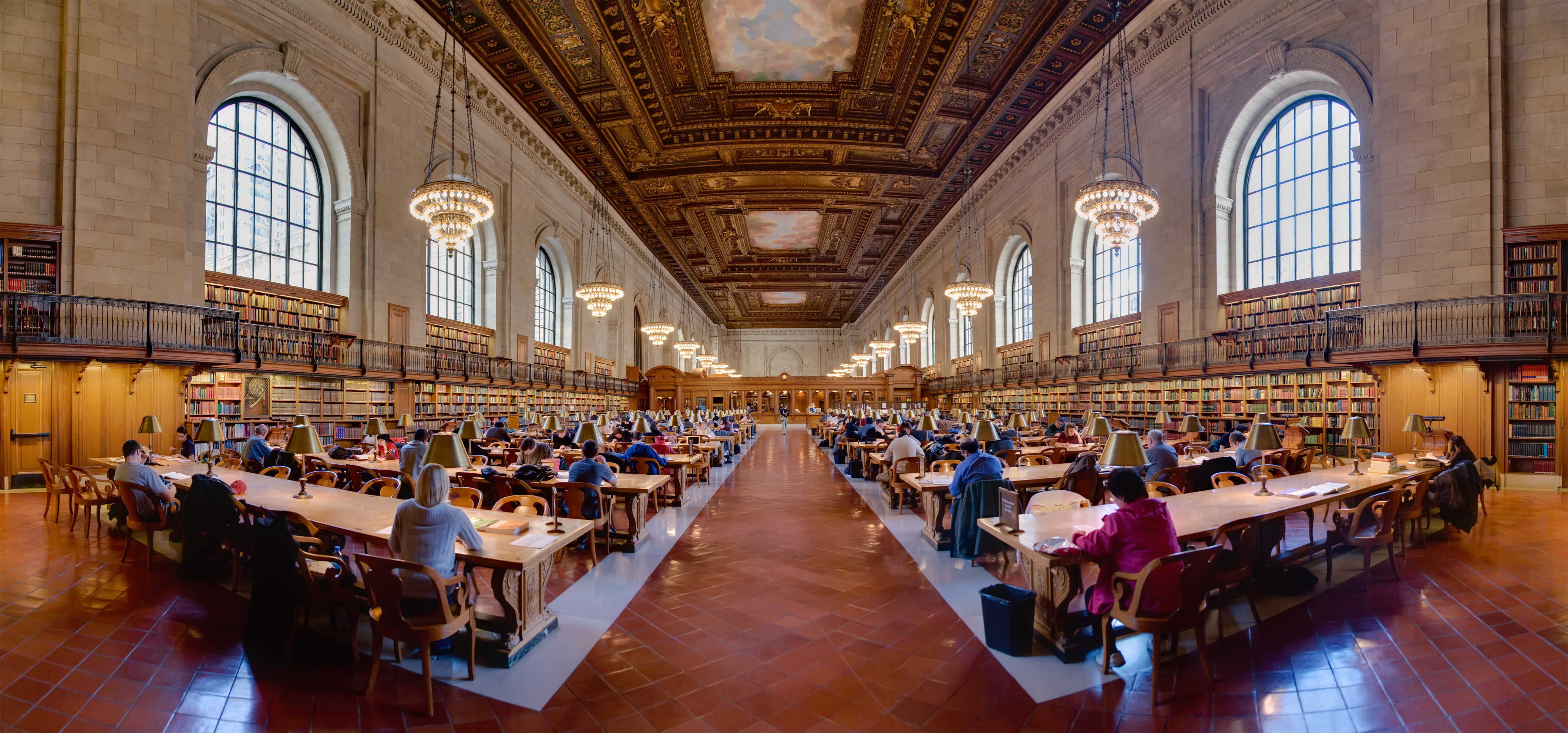
New York Public Library Lesesaal
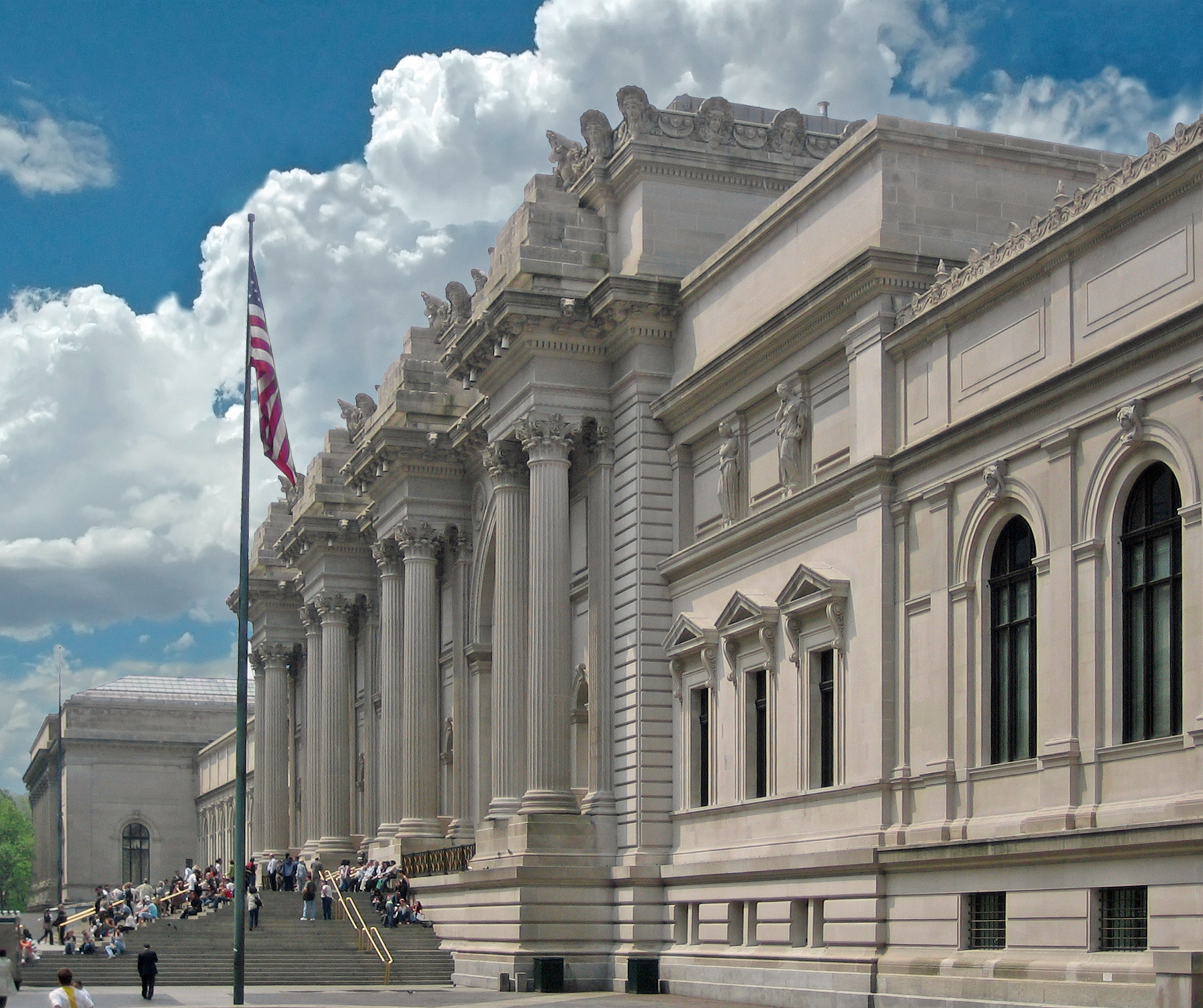
Metropolitan Museum of Art, New York City
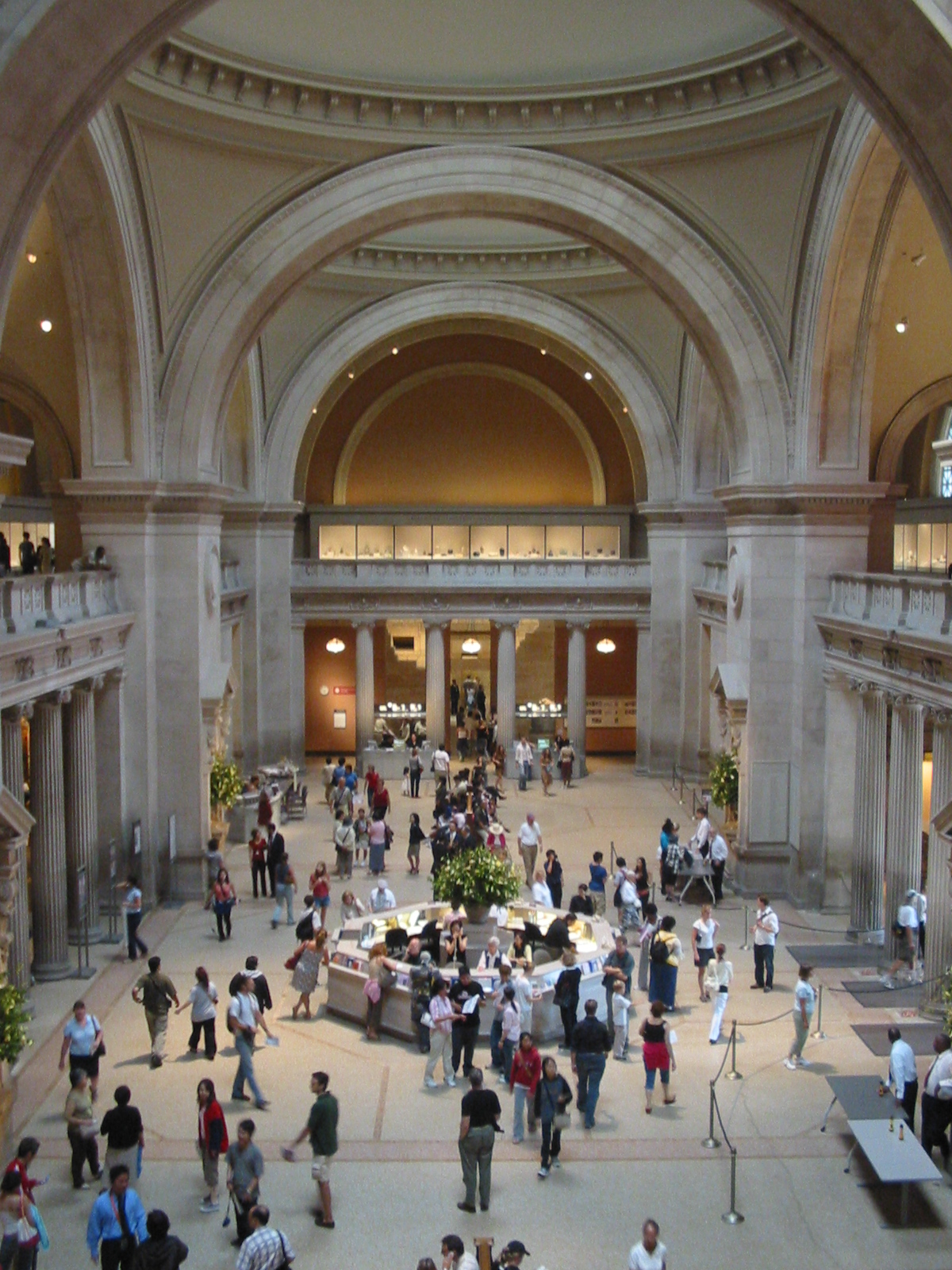
Empfangshalle des Metropolitan Museum
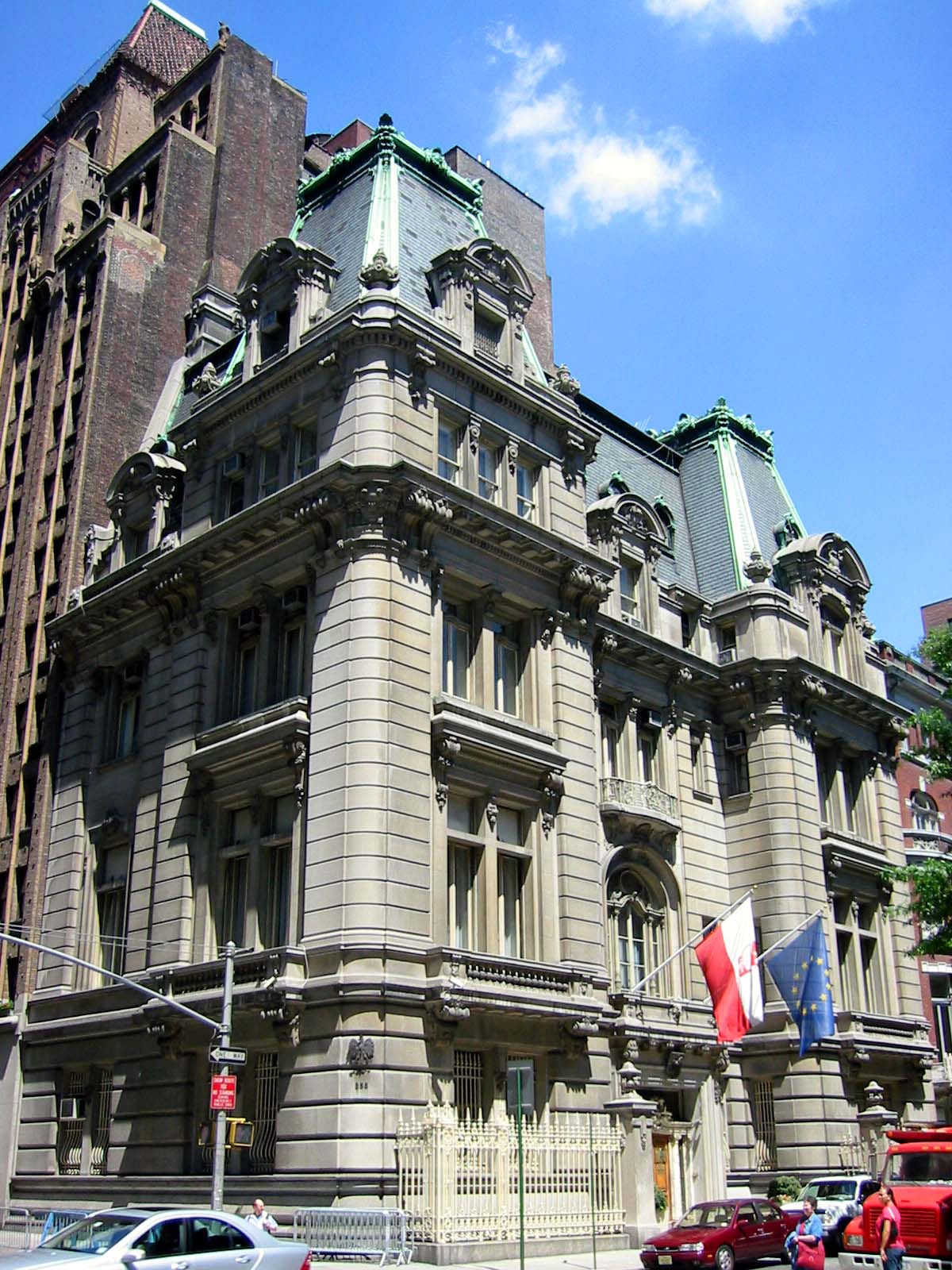
Joseph Raphael De Lamar House, New York City
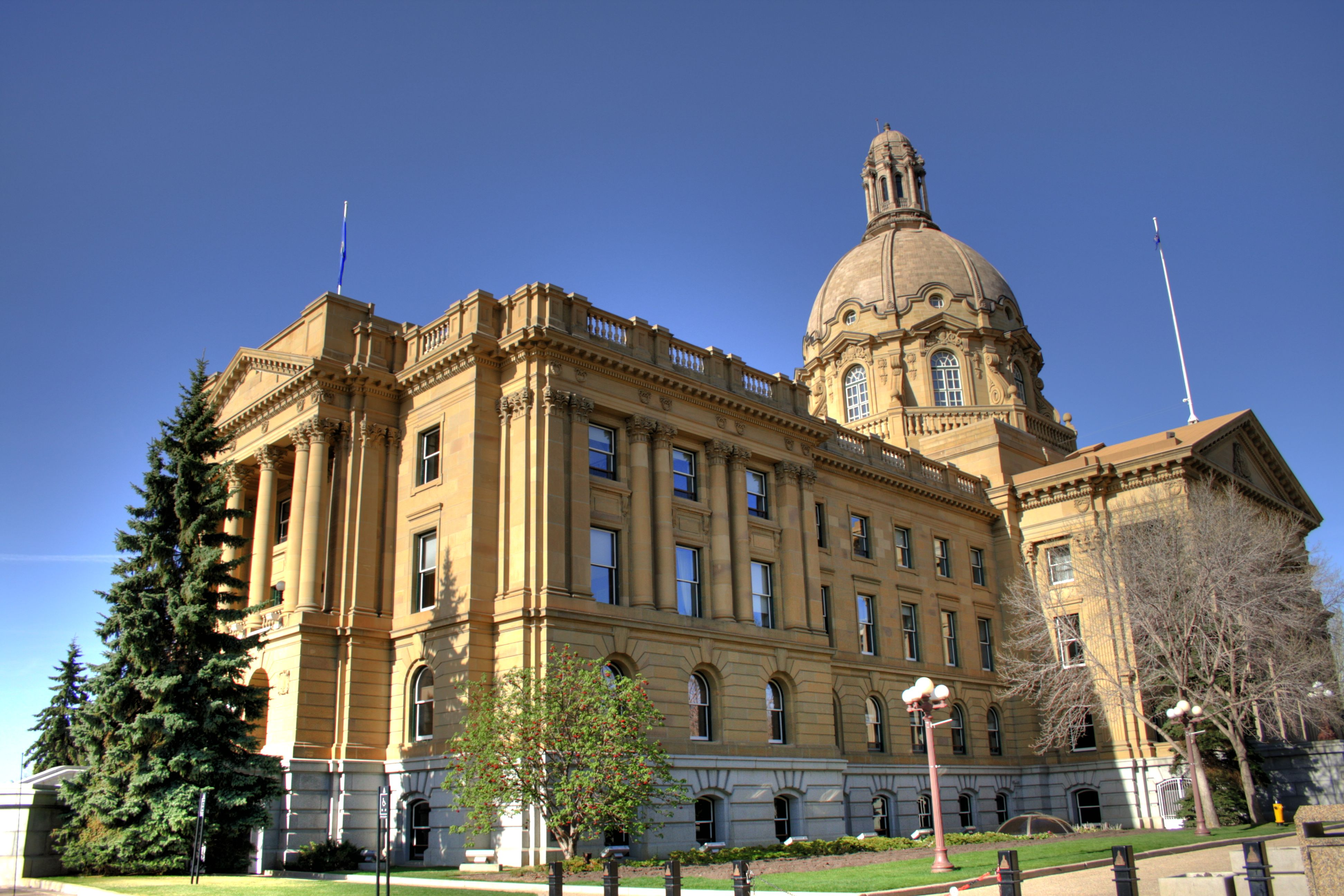
Alberta Legislative Building in Edmonton
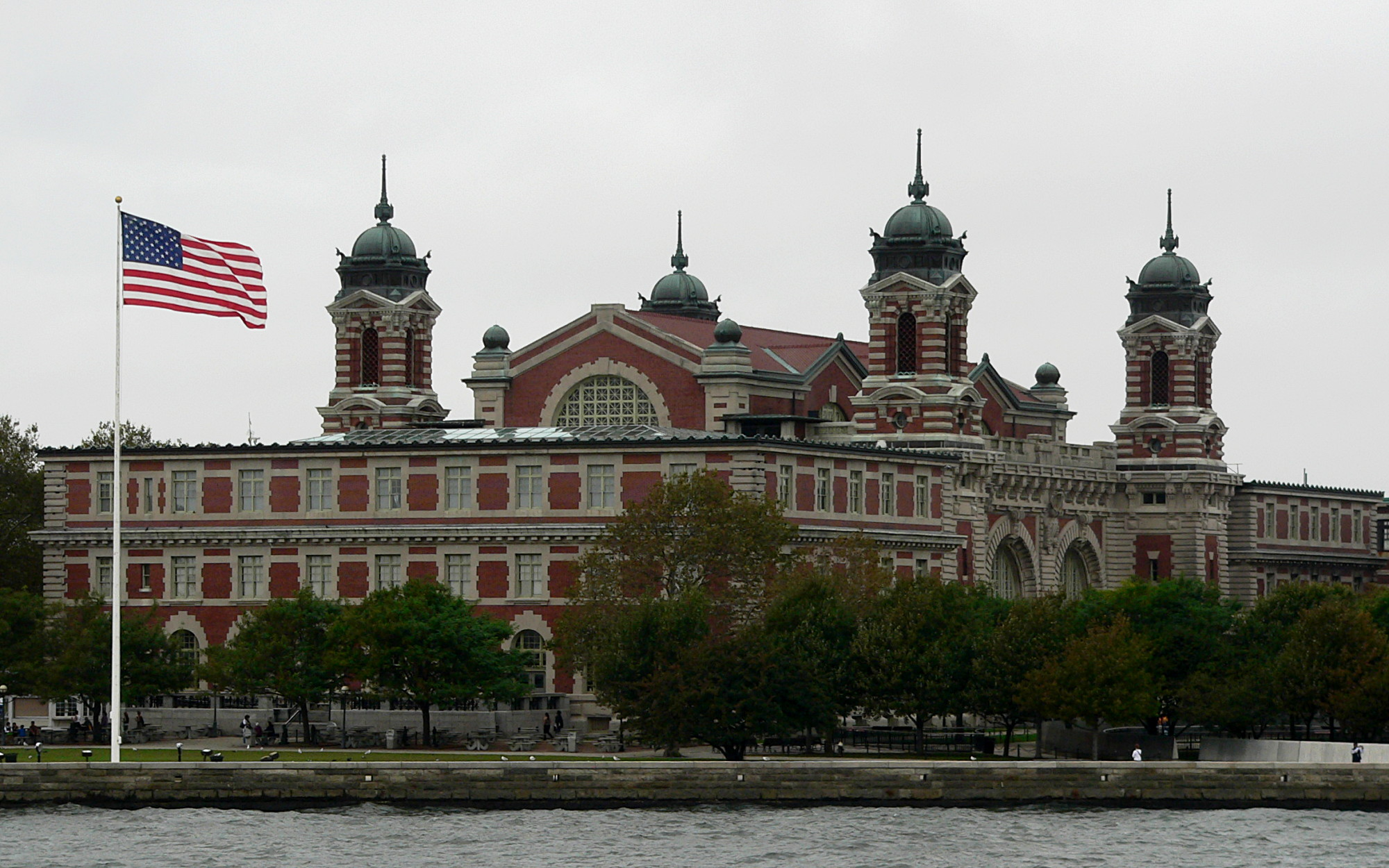
Ellis Island, New York
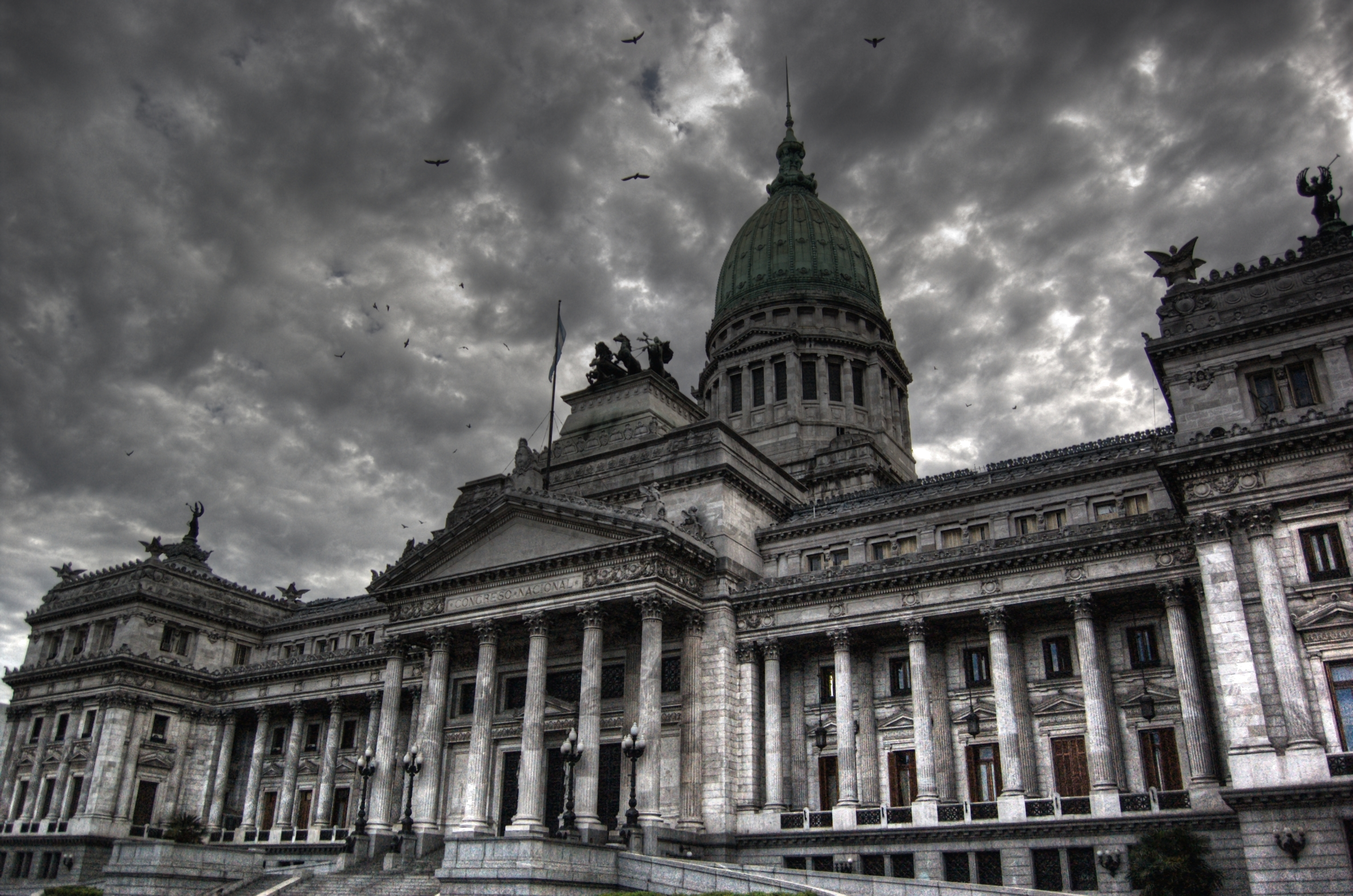
Argentinischer Kongresspalast in Buenos Aires
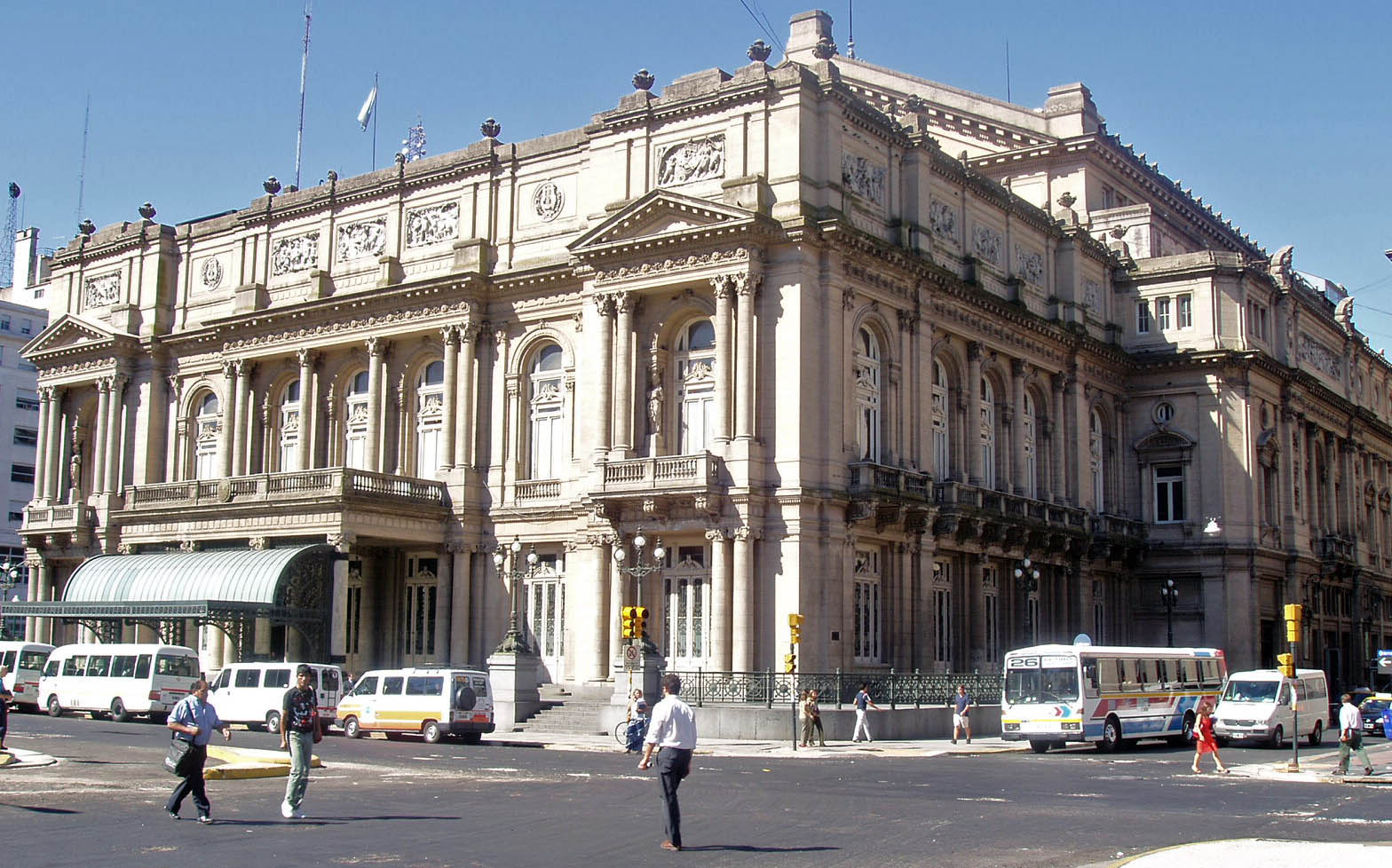
Teatro Colón in Buenos Aires
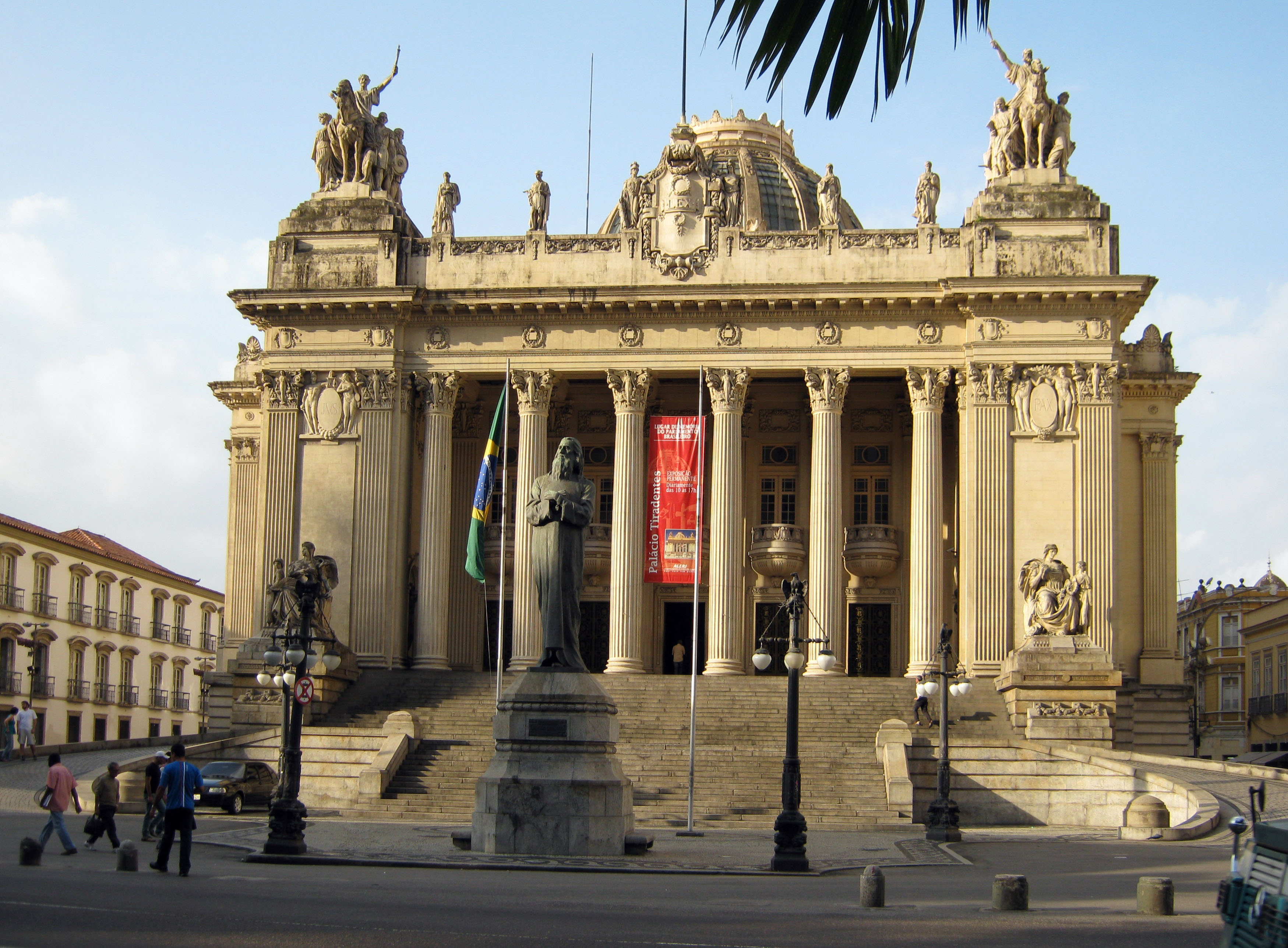
Palácio Tiradentes in Rio de Janeiro
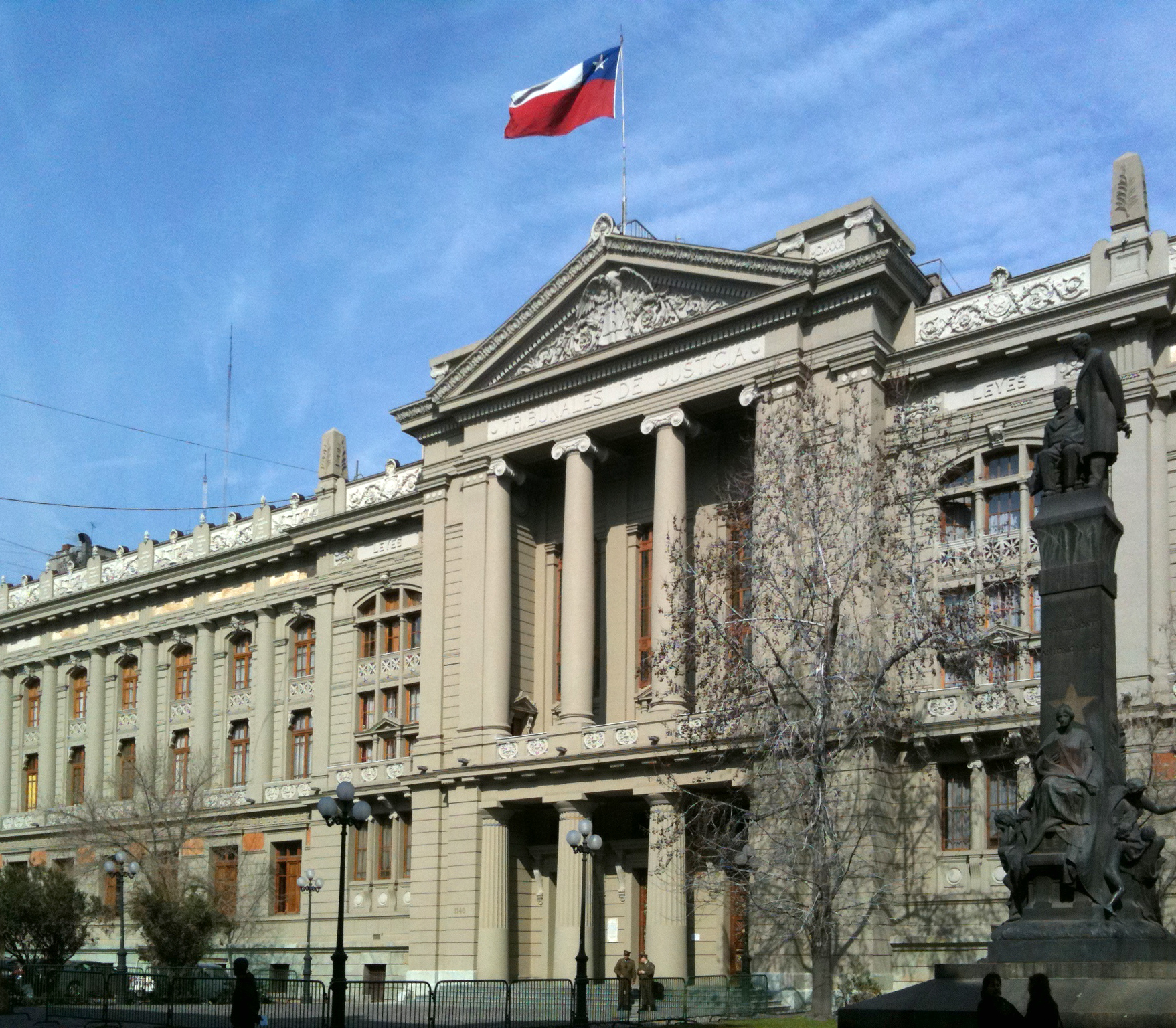
Justizpalast in Santiago de Chile

## Bekannte Architekten
- Theodore Ballu
- Félix Duban
- Ernest Flagg
- Charles Garnier
- Charles Girault
- Martin Haller
- Jakob Ignaz Hittorff
- Richard Morris Hunt
- Ernst von Ihne
- Henri Labrouste
- Victor Laloux
- Hector Lefuel
- Emmanuel Louis Masqueray
- Jean-Louis Pascal, Frankreich
- William Sutherland Maxwell, Kanada
- William Rutherford Mead
- Heinrich Wagner
- Stanford White